# Монастирі Української православної церкви (Московського патріархату)
 У статті представлені короткі актуальні відомості про монастирі УПЦ московського патріархату. Це службовий список статей, створений для координації робіт з розвитку теми.

## Вінницька область(10)

### Вінницька єпархія(3)
| №  | Фото                                                              | Найменування — джерело                                             | Офіційний сайт                                                            | Географічні координати                                                  |
| №  | Фото                                                              | Найменування — джерело                                             | Адреса                                                                    | Адреса                                                                  |
| -- | ----------------------------------------------------------------- | ------------------------------------------------------------------ | ------------------------------------------------------------------------- | ----------------------------------------------------------------------- |
| 1. |                                                                   | Іоанно-Богословський Лемешівський чоловічий монастир — Детальніше  | lemeshovska-mon.church.ua [Архівовано 12 березня 2022 у Wayback Machine.] | 49°39′35″ пн. ш. 28°27′11″ сх. д. / 49.659686° пн. ш. 28.453086° сх. д. |
| 1. | Вінницька обл., Калинівський р-н., с. Лемешівка, вул. Шкільна, 14 | Іоанно-Богословський Лемешівський чоловічий монастир — Детальніше  |                                                                           |                                                                         |
| 2. |                                                                   | На честь Барської ікони Божої Матері жіночий монастир — Детальніше | barskaya-obitel.church.ua [Архівовано 25 вересня 2015 у Wayback Machine.] | 49°05′11″ пн. ш. 27°39′17″ сх. д. / 49.086301° пн. ш. 27.654646° сх. д. |
| 2. | Вінницька обл., Барський р-н., с. Гайове, вул. Покровська, 1      | На честь Барської ікони Божої Матері жіночий монастир — Детальніше |                                                                           |                                                                         |
| 3. |                                                                   | Троїцький Браїлівський жіночий монастир — Детальніше               | brailov-mon.church.ua [Архівовано 23 вересня 2015 у Wayback Machine.]     | 49°06′24″ пн. ш. 28°10′01″ сх. д. / 49.106773° пн. ш. 28.167002° сх. д. |
| 3. | Вінницька обл., Жмеринський р-н., смт. Браїлів                    | Троїцький Браїлівський жіночий монастир — Детальніше               |                                                                           |                                                                         |

### Київська єпархія(2)
| 1. |                                                | На честь Почаївської ікони Божої Матері ставропігійний жіночий скит — Детальніше | ladyzhyn-mon.church.ua [Архівовано 12 березня 2022 у Wayback Machine.] | 48°41′05″ пн. ш. 29°13′34″ сх. д. / 48.684599° пн. ш. 29.226034° сх. д. |
| 1. | Вінницька обл., м. Ладижин, вул. Процишена, 24 | На честь Почаївської ікони Божої Матері ставропігійний жіночий скит — Детальніше |                                                                        |                                                                         |
| 2. |                                                | Троїцький ставропігійний жіночий монастир — Детальніше                           | nemirov-mon.church.ua [Архівовано 12 березня 2022 у Wayback Machine.]  | 48°59′19″ пн. ш. 28°51′27″ сх. д. / 48.988478° пн. ш. 28.857503° сх. д. |
| 2. | Вінницька обл., м. Немирів, вул. Соборна, 190  | Троїцький ставропігійний жіночий монастир — Детальніше                           |                                                                        |                                                                         |

### Могилів-Подільська єпархія(3)
| 1. |                                                                            | Миколаївський чоловічий монастир — Детальніше                             | shargorod-mon.church.ua [Архівовано 12 березня 2022 у Wayback Machine.]   | 48°44′13″ пн. ш. 28°05′01″ сх. д. / 48.737017° пн. ш. 28.083618° сх. д. |
| 1. | Вінницька обл., м. Шаргород, вул. Соборна, 207                             | Миколаївський чоловічий монастир — Детальніше                             |                                                                           |                                                                         |
| 2. |                                                                            | На честь усікновення глави Іоана Предтечі чоловічий монастир — Детальніше | lyadov-mon.church.ua [Архівовано 11 квітня 2019 у Wayback Machine.]       | 48°29′05″ пн. ш. 27°36′31″ сх. д. / 48.484775° пн. ш. 27.608523° сх. д. |
| 2. | Вінницька обл., Магилів-Подільський р-н., с. Лядова                        | На честь усікновення глави Іоана Предтечі чоловічий монастир — Детальніше |                                                                           |                                                                         |
| 3. |                                                                            | Преображенський чоловічий монастир — Детальніше                           | galaykovtsy-mon.church.ua [Архівовано 12 березня 2022 у Wayback Machine.] | 48°38′48″ пн. ш. 27°28′09″ сх. д. / 48.646623° пн. ш. 27.469278° сх. д. |
| 3. | Вінницька обл., Мурованокуриловецький р-н., с. Галайківці, вул. Єрмака, 12 | Преображенський чоловічий монастир — Детальніше                           |                                                                           |                                                                         |

### Тульчинська єпархія(2)
| 1. |                                                                          | Архангело-Михайлівський жіночий монастир — Детальніше | chechelnyk-mon.church.ua [Архівовано 4 березня 2016 у Wayback Machine.] | 48°12′53″ пн. ш. 29°22′19″ сх. д. / 48.214665° пн. ш. 29.371864° сх. д. |
| 1. | Вінницька обл., смт. Чечельник                                           | Архангело-Михайлівський жіночий монастир — Детальніше |                                                                         |                                                                         |
| 2. |                                                                          | Успенський чоловічий монастир — Детальніше            | sloboda-mon.church.ua [Архівовано 12 березня 2022 у Wayback Machine.]   | 48°46′44″ пн. ш. 29°35′07″ сх. д. / 48.778916° пн. ш. 29.585313° сх. д. |
| 2. | Вінницька обл., Гайсинський р-н., с. Слобода Тишківська, вул. Чапаєва, 3 | Успенський чоловічий монастир — Детальніше            |                                                                         |                                                                         |

## Волинська область(9)

### Волинська єпархія(3)
| 1. |                                                                     | Стрітенський Михнівський жіночий монастир — Детальніше | mihnovsky-mon.church.ua [Архівовано 23 вересня 2015 у Wayback Machine.]   | 51°39′24″ пн. ш. 24°47′44″ сх. д. / 51.656709° пн. ш. 24.795688° сх. д. |
| 1. | Волинська обл., Камінь-Каширський р-н., с. Михнівка                 | Стрітенський Михнівський жіночий монастир — Детальніше |                                                                           |                                                                         |
| 2. |                                                                     | Троїцький Старосільський жіночий монастир — Детальніше | staroselsky-mon.church.ua [Архівовано 23 вересня 2015 у Wayback Machine.] | 51°04′11″ пн. ш. 25°35′05″ сх. д. / 51.069623° пн. ш. 25.584718° сх. д. |
| 2. | Волинська обл., Маневицький р-н., с. Старосілля, вул. Радянська, 65 | Троїцький Старосільський жіночий монастир — Детальніше |                                                                           |                                                                         |
| 3. |                                                                     | Хрестовоздвиженський чоловічий монастир — Детальніше   | chartoriysk-mon.church.ua [Архівовано 23 вересня 2015 у Wayback Machine.] | 51°13′34″ пн. ш. 25°53′07″ сх. д. / 51.226051° пн. ш. 25.885151° сх. д. |
| 3. | Волинська обл., Маневицький р-н., с. Старий Чарторийськ             | Хрестовоздвиженський чоловічий монастир — Детальніше   |                                                                           |                                                                         |

### Володимир-Волинська єпархія(4)
| 1. |                                                  | Іоанно-Предтеченський чоловічий скит — Детальніше             | verbka-mon.church.ua [Архівовано 7 квітня 2016 у Wayback Machine.]    | 51°14′20″ пн. ш. 24°43′55″ сх. д. / 51.239000° пн. ш. 24.731994° сх. д. |
| 1. | Волинська обл., Ковельський р-н., с. Вербка      | Іоанно-Предтеченський чоловічий скит — Детальніше             |                                                                       |                                                                         |
| 2. |                                                  | Миколаївський Милецький чоловічий монастир — Детальніше       | milecky-mon.church.ua [Архівовано 12 березня 2022 у Wayback Machine.] | 51°27′23″ пн. ш. 24°45′12″ сх. д. / 51.456285° пн. ш. 24.753445° сх. д. |
| 2. | Волинська обл., Старо-Вижівський р-н., с. Мильці | Миколаївський Милецький чоловічий монастир — Детальніше       |                                                                       |                                                                         |
| 3. |                                                  | Петро-Павлівський Світязський чоловічий монастир — Детальніше | svityaz-mon.church.ua [Архівовано 23 вересня 2015 у Wayback Machine.] | 51°29′14″ пн. ш. 23°51′20″ сх. д. / 51.487228° пн. ш. 23.855471° сх. д. |
| 3. | Волинська обл., Шацький р-н., с. Світязь         | Петро-Павлівський Світязський чоловічий монастир — Детальніше |                                                                       |                                                                         |
| 4. |                                                  | Успенський Низкиницький чоловічий монастир — Детальніше       | monastyr.org.ua                                                       | 50°43′35″ пн. ш. 24°11′23″ сх. д. / 50.726525° пн. ш. 24.189697° сх. д. |
| 4. | Волинська обл., Іваничівський р-н., с. Низкиничі | Успенський Низкиницький чоловічий монастир — Детальніше       |                                                                       |                                                                         |

### Київська єпархія(2)
| 1. |                                                     | На честь благ. кн. Олександра Невського ставропігійний жіночий монастир — Детальніше | horodne-mon.church.ua [Архівовано 12 березня 2022 у Wayback Machine.] | 51°16′21″ пн. ш. 24°07′36″ сх. д. / 51.272545° пн. ш. 24.126605° сх. д. |
| 1. | Волинська обл., Любомльський р-н., с. Городне       | На честь благ. кн. Олександра Невського ставропігійний жіночий монастир — Детальніше |                                                                       |                                                                         |
| 2. |                                                     | Успенський Святогірський Зимненський ставропігійний жіночий монастир — Детальніше    | zymne.org [Архівовано 23 вересня 2015 у Wayback Machine.]             | 50°48′02″ пн. ш. 24°19′38″ сх. д. / 50.800469° пн. ш. 24.327120° сх. д. |
| 2. | Волинська обл., Володимир-Волинський р-н., с. Зимно | Успенський Святогірський Зимненський ставропігійний жіночий монастир — Детальніше    |                                                                       |                                                                         |

## Дніпропетровська область(9)

### Дніпропетровська єпархія(5)
| 1. |                                                                            | Вознесенський жіночий монастир — Детальніше                          | ternovka-mon.church.ua [Архівовано 12 березня 2022 у Wayback Machine.] | 48°31′18″ пн. ш. 36°06′18″ сх. д. / 48.521615° пн. ш. 36.104971° сх. д.             |
| 1. | Дніпропетровська обл., Павлоградський р-н., м. Тернівка, вул. Троїцька, 60 | Вознесенський жіночий монастир — Детальніше                          |                                                                        |                                                                                     |
| 2. |                                                                            | Миколаївський Самарський пустинний чоловічий монастир — Детальніше   | samarsky-mon.church.ua [Архівовано 12 березня 2022 у Wayback Machine.] | 48°37′52″ пн. ш. 35°17′04″ сх. д. / 48.631051° пн. ш. 35.284392° сх. д.             |
| 2. | Дніпропетровська обл., м. Новомосковськ, вул. Монастирська, 1,             | Миколаївський Самарський пустинний чоловічий монастир — Детальніше   |                                                                        |                                                                                     |
| 3. |                                                                            | На честь ікони Божої Матері «Знамення» жіночий монастир — Детальніше | znamensky-mon.church.ua [Архівовано 14 квітня 2021 у Wayback Machine.] | 48°07′53″ пн. ш. 35°44′29″ сх. д. / 48.131433° пн. ш. 35.741370° сх. д.             |
| 3. | Дніпропетровська обл., Васильківський р-н., с. Вербівське, вул. Медична, 7 | На честь ікони Божої Матері «Знамення» жіночий монастир — Детальніше |                                                                        |                                                                                     |
| 4. |                                                                            | Тихвінський жіночий монастир — Детальніше                            | tihvinka.dp.ua [Архівовано 4 березня 2016 у Wayback Machine.]          | 48°26′49″ пн. ш. 35°00′23″ сх. д. / 48.446873° пн. ш. 35.006409° сх. д.             |
| 4. | м. Дніпро, вул. Надії Алексєєнко, 171                                      | Тихвінський жіночий монастир — Детальніше                            |                                                                        |                                                                                     |
| 5. |                                                                            | Троїцький пустельний чоловічий монастир — Детальніше                 | horoshee-mon.church.ua [Архівовано 12 березня 2022 у Wayback Machine.] | 48°33′04″ пн. ш. 36°28′08″ сх. д. / 48.550994° пн. ш. 36.468839° сх. д. (приблизно) |
| 5. | Дніпропетровська обл., Петропавлівський р-н., с. Хороше, вул. Токарна, 4   | Троїцький пустельний чоловічий монастир — Детальніше                 |                                                                        |                                                                                     |

### Кам'янська єпархія(2)
| 1. |                                                           | Іосифівський жіночий монастир — Детальніше                        | iosifovsky-mon.church.ua [Архівовано 12 березня 2022 у Wayback Machine.] | 48°56′22″ пн. ш. 35°12′12″ сх. д. / 48.939565° пн. ш. 35.203211° сх. д. |
| 1. | Дніпропетровська обл., Магдалинівський р-н., с. Мар'ївка  | Іосифівський жіночий монастир — Детальніше                        |                                                                          |                                                                         |
| 2. |                                                           | Покровський Архангело-Михайлівський жіночий монастир — Детальніше | pokrov.org.ua [Архівовано 23 вересня 2015 у Wayback Machine.]            | 48°31′19″ пн. ш. 34°30′46″ сх. д. / 48.521994° пн. ш. 34.512864° сх. д. |
| 2. | Дніпропетровська обл., м. Кам'янське, вул. Залізняка, 17а | Покровський Архангело-Михайлівський жіночий монастир — Детальніше |                                                                          |                                                                         |

### Криворізька єпархія(2)
| 1. |                                                               | На честь сщмч. Володимира чоловічий монастир — Детальніше | monah.com.ua [Архівовано 23 вересня 2015 у Wayback Machine.]             | 48°00′39″ пн. ш. 33°26′37″ сх. д. / 48.010811° пн. ш. 33.443648° сх. д. |
| 1. | Дніпропетровська обл., м. Кривий Ріг, вул. Монастирська, 1    | На честь сщмч. Володимира чоловічий монастир — Детальніше |                                                                          |                                                                         |
| 2. |                                                               | Покровський жіночий монастир — Детальніше                 | krivoy-rog-mon.church.ua [Архівовано 12 березня 2022 у Wayback Machine.] | 47°58′20″ пн. ш. 33°25′56″ сх. д. / 47.972253° пн. ш. 33.432232° сх. д. |
| 2. | Дніпропетровська обл., м. Кривий Ріг, вул. Едуарда Фукса, 58а | Покровський жіночий монастир — Детальніше                 |                                                                          |                                                                         |

## Донецька область(15)

### Горлівська єпархія(3)
| 1. |                                                                        | На честь прп. Сергія Радонезького жіночий монастир — Детальніше | sergeevka-mon.church.ua [Архівовано 12 березня 2022 у Wayback Machine.]  | 48°40′14″ пн. ш. 37°22′30″ сх. д. / 48.670650° пн. ш. 37.374865° сх. д. |
| 1. | Донецька обл., Слов'янський р-н., с. Сергіївка, вул. Чкалова, 1        | На честь прп. Сергія Радонезького жіночий монастир — Детальніше |                                                                          |                                                                         |
| 2. |                                                                        | Покровський жіночий скит — Детальніше                           | liman-mon.church.ua [Архівовано 12 березня 2022 у Wayback Machine.]      | 48°59′05″ пн. ш. 37°47′33″ сх. д. / 48.984673° пн. ш. 37.792519° сх. д. |
| 2. | Донецька обл., м. Лиман                                                | Покровський жіночий скит — Детальніше                           |                                                                          |                                                                         |
| 3. |                                                                        | Стефанівський жіночий монастир — Детальніше                     | stepanovka-mon.church.ua [Архівовано 16 березня 2022 у Wayback Machine.] | 48°36′16″ пн. ш. 37°01′26″ сх. д. / 48.604496° пн. ш. 37.023971° сх. д. |
| 3. | Донецька обл., Олександрівський р-н., с. Степанівка, вул. Молодіжна, 5 | Стефанівський жіночий монастир — Детальніше                     |                                                                          |                                                                         |

### Донецька єпархія(12)
| 1.  |                                                                        | Василівський чоловічий монастир — Детальніше                                    | obitel-nikolskoe.ru [Архівовано 14 березня 2022 у Wayback Machine.]       | 47°45′01″ пн. ш. 37°18′05″ сх. д. / 47.750316° пн. ш. 37.301508° сх. д. |
| 1.  | Донецька обл., Волновахський р-н., с. Микільське                       | Василівський чоловічий монастир — Детальніше                                    |                                                                           |                                                                         |
| 2.  |                                                                        | Всіхсвятський чоловічий скит — Детальніше                                       | tetyanivka-mon.church.ua [Архівовано 12 березня 2022 у Wayback Machine.]  | 49°01′27″ пн. ш. 37°34′25″ сх. д. / 49.024104° пн. ш. 37.573593° сх. д. |
| 2.  | Донецька обл., Слов'янський р-н., с. Тетянівка, вул. Всіхсвятська, 1   | Всіхсвятський чоловічий скит — Детальніше                                       |                                                                           |                                                                         |
| 3.  |                                                                        | Георгіївський чоловічий скит — Детальніше                                       | dolyna-mon.church.ua [Архівовано 12 березня 2022 у Wayback Machine.]      | 48°59′33″ пн. ш. 37°26′40″ сх. д. / 48.992499° пн. ш. 37.444517° сх. д. |
| 3.  | Донецька обл., Слов'янський р-н., с. Долина, вул. Леніна, 1            | Георгіївський чоловічий скит — Детальніше                                       |                                                                           |                                                                         |
| 4.  |                                                                        | Миколаївський жіночий монастир — Детальніше                                     | obitel-nikolskoe.ru [Архівовано 14 березня 2022 у Wayback Machine.]       | 47°45′01″ пн. ш. 37°18′05″ сх. д. / 47.750316° пн. ш. 37.301508° сх. д. |
| 4.  | Донецька обл., Волновахський р-н., с. Микільське                       | Миколаївський жіночий монастир — Детальніше                                     |                                                                           |                                                                         |
| 5.  |                                                                        | На честь Іверської ікони Божої Матері жіночий монастир — Детальніше             | iver-doneck-mon.church.ua [Архівовано 12 березня 2022 у Wayback Machine.] | 48°03′57″ пн. ш. 37°43′55″ сх. д. / 48.065745° пн. ш. 37.731981° сх. д. |
| 5.  | м. Донецьк, вул. Стратонавтів, 153                                     | На честь Іверської ікони Божої Матері жіночий монастир — Детальніше             |                                                                           |                                                                         |
| 6.  |                                                                        | На честь ікони Божої Матері «Усіх скорботних Радість» жіночий скит — Детальніше | bogorodychne-mon.church.ua [Архівовано 7 квітня 2016 у Wayback Machine.]  | 49°01′02″ пн. ш. 37°30′48″ сх. д. / 49.017309° пн. ш. 37.513459° сх. д. |
| 6.  | Донецька обл., Слов'янський р-н., с. Богородичне, пров. Батюка, 1а     | На честь ікони Божої Матері «Усіх скорботних Радість» жіночий скит — Детальніше |                                                                           |                                                                         |
| 7.  |                                                                        | На честь Касперівської ікони Божої Матері жіночий монастир УПЦ — Детальніше     | kasperovsky-mon.church.ua [Архівовано 12 березня 2022 у Wayback Machine.] | 47°54′25″ пн. ш. 38°06′23″ сх. д. / 47.906936° пн. ш. 38.106442° сх. д. |
| 7.  | Донецька обл., Макіївський р-н., смт. Грузько-Ломівка, вул. Леніна, 10 | На честь Касперівської ікони Божої Матері жіночий монастир УПЦ — Детальніше     |                                                                           |                                                                         |
| 8.  |                                                                        | На честь прп. Антонія і Феодосія Печерських чоловічий скит — Детальніше         | svyatogirsk-mon.church.ua [Архівовано 12 березня 2022 у Wayback Machine.] | 49°01′45″ пн. ш. 37°34′13″ сх. д. / 49.029154° пн. ш. 37.570327° сх. д. |
| 8.  | Донецька обл., м. Святогірськ                                          | На честь прп. Антонія і Феодосія Печерських чоловічий скит — Детальніше         |                                                                           |                                                                         |
| 9.  |                                                                        | На честь свт. Іоанна Шанхайського чоловічий скит — Детальніше                   | adamovka-mon.church.ua [Архівовано 7 квітня 2016 у Wayback Machine.]      | 48°56′31″ пн. ш. 37°27′21″ сх. д. / 48.941934° пн. ш. 37.455847° сх. д. |
| 9.  | Донецька обл., Слов'янський р-н., с. Адамівка, вул. Кобзаря, 18        | На честь свт. Іоанна Шанхайського чоловічий скит — Детальніше                   |                                                                           |                                                                         |
| 10. |                                                                        | На честь Турковицької ікони Божої Матері жіночий скит — Детальніше              | pisky-mon.church.ua [Архівовано 12 березня 2022 у Wayback Machine.]       | 48°03′53″ пн. ш. 37°39′44″ сх. д. / 48.064659° пн. ш. 37.662127° сх. д. |
| 10. | Донецька обл., Ясинуватський р-н., с. Піски, вул. Миру, 14             | На честь Турковицької ікони Божої Матері жіночий скит — Детальніше              |                                                                           |                                                                         |
| 11. |                                                                        | Святогірська Успенська Лавра — Детальніше                                       | svlavra.church.ua [Архівовано 16 березня 2022 у Wayback Machine.]         | 49°01′48″ пн. ш. 37°34′12″ сх. д. / 49.029999° пн. ш. 37.570118° сх. д. |
| 11. | Донецька обл., м. Святогірськ, вул. Зарічна, 3                         | Святогірська Успенська Лавра — Детальніше                                       |                                                                           |                                                                         |
| 12. |                                                                        | Успенський жіночий скит — Детальніше                                            | zhdanivka-mon.church.ua [Архівовано 12 березня 2022 у Wayback Machine.]   | 48°08′59″ пн. ш. 38°14′31″ сх. д. / 48.149820° пн. ш. 38.241911° сх. д. |
| 12. | Донецька обл., м. Жданівка                                             | Успенський жіночий скит — Детальніше                                            |                                                                           |                                                                         |

## Житомирська область(12)

### Житомирська єпархія(3)
| 1. |                                                                     | Преображенський Тригірський чоловічий монастир — Детальніше | trigorsky-mon.church.ua [Архівовано 23 вересня 2015 у Wayback Machine.]  | 50°11′54″ пн. ш. 28°22′24″ сх. д. / 50.198290° пн. ш. 28.373363° сх. д. |
| 1. | Житомирська обл., Житомирський р-н., с. Тригір'я                    | Преображенський Тригірський чоловічий монастир — Детальніше |                                                                          |                                                                         |
| 2. |                                                                     | Різдва Христового Червонський жіночий монастир — Детальніше | chervonnoe-mon.church.ua [Архівовано 23 вересня 2015 у Wayback Machine.] | 49°57′26″ пн. ш. 28°52′52″ сх. д. / 49.957108° пн. ш. 28.881203° сх. д. |
| 2. | Житомирська обл., Андрушівський р-н., смт. Червоне                  | Різдва Христового Червонський жіночий монастир — Детальніше |                                                                          |                                                                         |
| 3. |                                                                     | Спасо-Покровський жіночий монастир — Детальніше             | vilha-mon.church.ua [Архівовано 12 березня 2022 у Wayback Machine.]      | 50°12′28″ пн. ш. 27°40′51″ сх. д. / 50.207681° пн. ш. 27.680958° сх. д. |
| 3. | Житомирська обл., Романівський р-н., с. Вільха, вул. Баранівська, 3 | Спасо-Покровський жіночий монастир — Детальніше             |                                                                          |                                                                         |

### Київська єпархія(7)
| 1. |                                                                                    | Георгіївський Городницький ставропігійний чоловічий монастир — Детальніше                    | horodnica.ortox.ru [Архівовано 2 грудня 2020 у Wayback Machine.]         | 50°48′22″ пн. ш. 27°18′54″ сх. д. / 50.805982° пн. ш. 27.314999° сх. д. |
| 1. | Житомирська обл., Новоград-Волинський р-н., смт. Городниця, пров. Монастирський, 1 | Георгіївський Городницький ставропігійний чоловічий монастир — Детальніше                    |                                                                          |                                                                         |
| 2. |                                                                                    | На честь Афонської ікони Божої Матері ставропігійний жіночий монастир — Детальніше           | chopovichi-mon.church.ua [Архівовано 23 вересня 2015 у Wayback Machine.] | 50°48′42″ пн. ш. 28°55′44″ сх. д. / 50.811790° пн. ш. 28.928921° сх. д. |
| 2. | Житомирська обл., Малинський р-н., смт. Чоповичі, вул. Заводська, 1                | На честь Афонської ікони Божої Матері ставропігійний жіночий монастир — Детальніше           |                                                                          |                                                                         |
| 3. |                                                                                    | На честь Іверської ікони Божої Матері ставропігійний жіночий скит — Детальніше               | sobolivka-mon.church.ua [Архівовано 4 березня 2016 у Wayback Machine.]   | 50°07′02″ пн. ш. 29°26′08″ сх. д. / 50.117118° пн. ш. 29.435651° сх. д. |
| 3. | Житомирська обл., Брусилівський р-н., с. Соболівка                                 | На честь Іверської ікони Божої Матері ставропігійний жіночий скит — Детальніше               |                                                                          |                                                                         |
| 4. |                                                                                    | На честь ікони Божої Матері «Утамуй мої печалі» ставропігійний жіночий монастир — Детальніше | horodnica.ortox.ru [Архівовано 2 грудня 2020 у Wayback Machine.]         | 50°48′22″ пн. ш. 27°18′54″ сх. д. / 50.805982° пн. ш. 27.314999° сх. д. |
| 4. | Житомирська обл., Новоград-Волинський р-н., смт. Городниця, пров. Монастирський, 1 | На честь ікони Божої Матері «Утамуй мої печалі» ставропігійний жіночий монастир — Детальніше |                                                                          |                                                                         |
| 5. |                                                                                    | На честь прав. Іоанна Руського ставропігійне чоловіче подвір'я — Детальніше                  | novohrad-mon.church.ua [Архівовано 12 березня 2022 у Wayback Machine.]   | 50°35′54″ пн. ш. 27°39′20″ сх. д. / 50.598219° пн. ш. 27.655453° сх. д. |
| 5. | Житомирська обл., м. Новоград-Волинський                                           | На честь прав. Іоанна Руського ставропігійне чоловіче подвір'я — Детальніше                  |                                                                          |                                                                         |
| 6. |                                                                                    | На честь прп. Анастасії Римлянині Житомирський ставропігійний жіночий монастир — Детальніше  | zhytomyr-monastyr.org                                                    | 50°16′01″ пн. ш. 28°37′08″ сх. д. / 50.266874° пн. ш. 28.618972° сх. д. |
| 6. | м. Житомир, вул. Соснова, 13а                                                      | На честь прп. Анастасії Римлянині Житомирський ставропігійний жіночий монастир — Детальніше  |                                                                          |                                                                         |
| 7. |                                                                                    | На честь прп. Силуана Афонського ставропігійний чоловічий скит — Детальніше                  | zahreblya-mon.church.ua [Архівовано 4 березня 2016 у Wayback Machine.]   | 50°47′36″ пн. ш. 29°00′04″ сх. д. / 50.793467° пн. ш. 29.001076° сх. д. |
| 7. | Житомирська обл., Малинський р-н., с. Загребля, вул. Набережна, 21                 | На честь прп. Силуана Афонського ставропігійний чоловічий скит — Детальніше                  |                                                                          |                                                                         |

### Овруцька єпархія(2)
| 1. |                                                                  | Василівський жіночий монастир — Детальніше                             | ovruch-mon.church.ua [Архівовано 25 вересня 2015 у Wayback Machine.] | 51°18′56″ пн. ш. 28°47′59″ сх. д. / 51.315587° пн. ш. 28.799608° сх. д. |
| 1. | Житомирська обл., Овручський р-н., м. Овруч, вул. Василівська, 2 | Василівський жіночий монастир — Детальніше                             |                                                                      |                                                                         |
| 2. |                                                                  | На честь Казанської ікони Божої Матері чоловічий монастир — Детальніше | kipyachee.org.ua [Архівовано 7 червня 2018 у Wayback Machine.]       | 50°48′21″ пн. ш. 28°54′20″ сх. д. / 50.805957° пн. ш. 28.905680° сх. д. |
| 2. | Житомирська обл., Малинський р-н., смт. Чоповичі, ур. Кипяче     | На честь Казанської ікони Божої Матері чоловічий монастир — Детальніше |                                                                      |                                                                         |

## Закарпатська область(42)

### Мукачівська єпархія(19)
| 1.  |                                                                            | Введенський жіночий монастир — Детальніше                               | kushnica-mon.church.ua [Архівовано 12 березня 2022 у Wayback Machine.]         | 48°25′32″ пн. ш. 23°16′08″ сх. д. / 48.425654° пн. ш. 23.268962° сх. д. |
| 1.  | Закарпатська обл., Іршавський р-н., с. Кушниця, вул. Монастирська, 1       | Введенський жіночий монастир — Детальніше                               |                                                                                |                                                                         |
| 2.  |                                                                            | Воскресенський чоловічий монастир — Детальніше                          | uzhgorod-mon.church.ua [Архівовано 23 вересня 2015 у Wayback Machine.]         | 48°38′24″ пн. ш. 22°17′23″ сх. д. / 48.639926° пн. ш. 22.289797° сх. д. |
| 2.  | м. Ужгород, вул. Золотиста, 35                                             | Воскресенський чоловічий монастир — Детальніше                          |                                                                                |                                                                         |
| 3.  |                                                                            | Георгіївський чоловічий монастир — Детальніше                           | zabolotnoe-mon.church.ua [Архівовано 12 березня 2022 у Wayback Machine.]       | 48°14′37″ пн. ш. 23°06′45″ сх. д. / 48.243502° пн. ш. 23.112492° сх. д. |
| 3.  | Закарпатська обл., Іршавський р-н., с. Заболотне                           | Георгіївський чоловічий монастир — Детальніше                           |                                                                                |                                                                         |
| 4.  |                                                                            | Іоанно-Богословський чоловічий монастир — Детальніше                    | seltso-mon.church.ua [Архівовано 12 березня 2022 у Wayback Machine.]           | 48°17′06″ пн. ш. 22°58′26″ сх. д. / 48.284944° пн. ш. 22.973836° сх. д. |
| 4.  | Закарпатська обл., Іршавський р-н., с. Сільце                              | Іоанно-Богословський чоловічий монастир — Детальніше                    |                                                                                |                                                                         |
| 5.  |                                                                            | Іоанно-Предтеченський жіночий монастир — Детальніше                     | dubrovka-mon.church.ua [Архівовано 14 березня 2022 у Wayback Machine.]         | 48°18′04″ пн. ш. 23°04′22″ сх. д. / 48.301193° пн. ш. 23.072888° сх. д. |
| 5.  | Закарпатська обл., Іршавський р-н., с. Дубрівка                            | Іоанно-Предтеченський жіночий монастир — Детальніше                     |                                                                                |                                                                         |
| 6.  |                                                                            | Кирило-Мефодіївський жіночий монастир — Детальніше                      | svalyava-mon.church.ua [Архівовано 23 вересня 2015 у Wayback Machine.]         | 48°32′58″ пн. ш. 22°57′23″ сх. д. / 48.549422° пн. ш. 22.956291° сх. д. |
| 6.  | Закарпатська обл., м. Свалява, вул. Драчинська, 157                        | Кирило-Мефодіївський жіночий монастир — Детальніше                      |                                                                                |                                                                         |
| 7.  |                                                                            | Миколаївський Мукачівський жіночий монастир — Детальніше                | myk-mon.church.ua [Архівовано 23 вересня 2015 у Wayback Machine.]              | 48°27′19″ пн. ш. 22°43′59″ сх. д. / 48.455222° пн. ш. 22.733062° сх. д. |
| 7.  | Закарпатська обл., м. Мукачево, вул . Василя Проніна, 2                    | Миколаївський Мукачівський жіночий монастир — Детальніше                |                                                                                |                                                                         |
| 8.  |                                                                            | На честь Всіх святих Красногорський чоловічий монастир — Детальніше     | krasnogor-mk-mon.church.ua [Архівовано 16 квітня 2019 у Wayback Machine.]      | 48°27′45″ пн. ш. 22°43′12″ сх. д. / 48.462435° пн. ш. 22.720032° сх. д. |
| 8.  | Закарпатська обл., м. Мукачево, вул. Монастирська, 1                       | На честь Всіх святих Красногорський чоловічий монастир — Детальніше     |                                                                                |                                                                         |
| 9.  |                                                                            | На честь Казанської ікони Божої Матері чоловічий монастир — Детальніше  | tyshivmonastyr.in.ua/index.html [Архівовано 4 березня 2016 у Wayback Machine.] | 48°48′24″ пн. ш. 23°03′46″ сх. д. / 48.806625° пн. ш. 23.062810° сх. д. |
| 9.  | Закарпатська обл., Воловецький р-н., с. Тишів 145                          | На честь Казанської ікони Божої Матері чоловічий монастир — Детальніше  |                                                                                |                                                                         |
| 10. |                                                                            | На честь Почаївської ікони Божої Матері чоловічий монастир — Детальніше | chidadeevo-mon.church.ua [Архівовано 25 вересня 2015 у Wayback Machine.]       | 48°30′45″ пн. ш. 22°50′03″ сх. д. / 48.512593° пн. ш. 22.834250° сх. д. |
| 10. | Закарпатська обл., Мукачівський р-н., смт. Чинадійово, вул. Санаторна, 151 | На честь Почаївської ікони Божої Матері чоловічий монастир — Детальніше |                                                                                |                                                                         |
| 11. |                                                                            | На честь рівноап. кн. Володимира чоловічий монастир — Детальніше        | sukhiy-mon.church.ua [Архівовано 4 березня 2016 у Wayback Machine.]            | 48°57′14″ пн. ш. 22°46′55″ сх. д. / 48.953777° пн. ш. 22.781931° сх. д. |
| 11. | Закарпатська обл., Великоберезянський р-н., с. Сухий                       | На честь рівноап. кн. Володимира чоловічий монастир — Детальніше        |                                                                                |                                                                         |
| 12. |                                                                            | На честь рівноап. Марії Магдалини жіночий монастир — Детальніше         | zarichevo-mon.church.ua [Архівовано 13 березня 2022 у Wayback Machine.]        | 48°46′46″ пн. ш. 22°31′24″ сх. д. / 48.779337° пн. ш. 22.523308° сх. д. |
| 12. | Закарпатська обл., Перечинський р-н., с. Зарічево, вул. Монастирська, 1    | На честь рівноап. Марії Магдалини жіночий монастир — Детальніше         |                                                                                |                                                                         |
| 13. |                                                                            | Пантелеймонівський чоловічий монастир — Детальніше                      | kamyanka-mon.church.ua [Архівовано 12 березня 2022 у Wayback Machine.]         | 48°23′07″ пн. ш. 23°07′39″ сх. д. / 48.385255° пн. ш. 23.127471° сх. д. |
| 13. | Закарпатська обл., Іршавський р-н., с. Осій-Кам'янка                       | Пантелеймонівський чоловічий монастир — Детальніше                      |                                                                                |                                                                         |
| 14. |                                                                            | Покровський чоловічий монастир — Детальніше                             | rokoshino-mon.church.ua [Архівовано 15 квітня 2019 у Wayback Machine.]         | 48°28′10″ пн. ш. 22°36′37″ сх. д. / 48.469388° пн. ш. 22.610371° сх. д. |
| 14. | Закарпатська обл., Мукачівський р-н., с. Ракошино, вул. Леніна, 58         | Покровський чоловічий монастир — Детальніше                             |                                                                                |                                                                         |
| 15. |                                                                            | Покровський чоловічий скит — Детальніше                                 | kostrino-mon.church.ua [Архівовано 21 квітня 2021 у Wayback Machine.]          | 48°56′29″ пн. ш. 22°35′27″ сх. д. / 48.941314° пн. ш. 22.590955° сх. д. |
| 15. | Закарпатська обл., Великоберезянський р-н., с. Кострино                    | Покровський чоловічий скит — Детальніше                                 |                                                                                |                                                                         |
| 16. |                                                                            | Покровський чоловічий монастир — Детальніше                             | vorochevo-mon.church.ua [Архівовано 11 квітня 2019 у Wayback Machine.]         | 48°43′21″ пн. ш. 22°28′46″ сх. д. / 48.722417° пн. ш. 22.479459° сх. д. |
| 16. | Закарпатська обл., Перечинський р-н., с. Ворочево                          | Покровський чоловічий монастир — Детальніше                             |                                                                                |                                                                         |
| 17. |                                                                            | Серафимівський жіночий монастир — Детальніше                            | priborzhav-mon.church.ua [Архівовано 25 вересня 2015 у Wayback Machine.]       | 48°22′21″ пн. ш. 23°13′15″ сх. д. / 48.372425° пн. ш. 23.220701° сх. д. |
| 17. | Закарпатська обл., Іршавський р-н., с. Приборжавське, вул. Колгоспна, 45   | Серафимівський жіночий монастир — Детальніше                            |                                                                                |                                                                         |
| 18. |                                                                            | Успенський жіночий монастир — Детальніше                                | domboki-mon.church.ua [Архівовано 25 вересня 2015 у Wayback Machine.]          | 48°27′43″ пн. ш. 22°32′32″ сх. д. / 48.462038° пн. ш. 22.542345° сх. д. |
| 18. | Закарпатська обл., Мукачівський р-н., с. Домбоки, вул. Макаренка, 10       | Успенський жіночий монастир — Детальніше                                |                                                                                |                                                                         |
| 19. |                                                                            | Успенський чоловічий монастир — Детальніше                              | kicherno-mon.church.ua [Архівовано 14 квітня 2021 у Wayback Machine.]          | 48°52′24″ пн. ш. 22°53′19″ сх. д. / 48.873244° пн. ш. 22.888709° сх. д. |
| 19. | Закарпатська обл., Воловецький р-н., с. Кичерний                           | Успенський чоловічий монастир — Детальніше                              |                                                                                |                                                                         |

### Хустська єпархія(23)
| 1.  |                                                                       | Архангело-Михайлівський жіночий монастир — Детальніше                             | dragovo-mon.church.ua [Архівовано 25 вересня 2015 у Wayback Machine.]    | 48°16′16″ пн. ш. 23°35′08″ сх. д. / 48.271005° пн. ш. 23.585437° сх. д.             |
| 1.  | Закарпатська обл., Хустський р-н., с. Забрідь, вул. Сліпинки          | Архангело-Михайлівський жіночий монастир — Детальніше                             |                                                                          |                                                                                     |
| 2.  |                                                                       | Архангело-Михайлівський чоловічий монастир — Детальніше                           | grushevo-mon.church.ua                                                   | 48°00′16″ пн. ш. 23°44′55″ сх. д. / 48.004413° пн. ш. 23.748685° сх. д.             |
| 2.  | Закарпатська обл., Тячівський р-н., с. Грушеве, вул. Монастирська, 11 | Архангело-Михайлівський чоловічий монастир — Детальніше                           |                                                                          |                                                                                     |
| 3.  |                                                                       | Вознесенський жіночий монастир — Детальніше                                       | chumalevo-mon.church.ua [Архівовано 25 вересня 2015 у Wayback Machine.]  | 48°11′00″ пн. ш. 23°32′18″ сх. д. / 48.183230° пн. ш. 23.538268° сх. д.             |
| 3.  | Закарпатська обл., Тячівський р-н., с. Чумальово, вул. Дружби, 10     | Вознесенський жіночий монастир — Детальніше                                       |                                                                          |                                                                                     |
| 4.  |                                                                       | Георгіївський чоловічий монастир — Детальніше                                     | krivoe-mon.church.ua [Архівовано 23 вересня 2015 у Wayback Machine.]     | 48°01′53″ пн. ш. 23°43′51″ сх. д. / 48.031253° пн. ш. 23.730917° сх. д.             |
| 4.  | Закарпатська обл., Тячівський р-н., с. Крива, вул. Кубинця, 46        | Георгіївський чоловічий монастир — Детальніше                                     |                                                                          |                                                                                     |
| 5.  |                                                                       | Іллінський чоловічий монастир — Детальніше                                        | ternovo-mon.church.ua [Архівовано 13 березня 2022 у Wayback Machine.]    | 48°02′54″ пн. ш. 23°45′57″ сх. д. / 48.048251° пн. ш. 23.765911° сх. д.             |
| 5.  | Закарпатська обл., Тячівський р-н., с. Тернов-Пішогора                | Іллінський чоловічий монастир — Детальніше                                        |                                                                          |                                                                                     |
| 6.  |                                                                       | Іллінський чоловічий скит — Детальніше                                            | dubove-mon.church.ua [Архівовано 7 квітня 2016 у Wayback Machine.]       | 48°10′40″ пн. ш. 23°54′30″ сх. д. / 48.177665° пн. ш. 23.908323° сх. д.             |
| 6.  | Закарпатська обл., Тячівський р-н., смт. Дубове, вул. Мадара          | Іллінський чоловічий скит — Детальніше                                            |                                                                          |                                                                                     |
| 7.  |                                                                       | Іоанно-Богословський жіночий монастир — Детальніше                                | polyana-mon.church.ua [Архівовано 25 вересня 2015 у Wayback Machine.]    | 48°16′29″ пн. ш. 23°31′32″ сх. д. / 48.274767° пн. ш. 23.525453° сх. д.             |
| 7.  | Закарпатська обл., Хустський р-н., с. Копашново-Поляна                | Іоанно-Богословський жіночий монастир — Детальніше                                |                                                                          |                                                                                     |
| 8.  |                                                                       | Іоанно-Предтеченський чоловічий монастир — Детальніше                             | bedevlya-mon.church.ua [Архівовано 8 травня 2021 у Wayback Machine.]     | 48°01′13″ пн. ш. 23°38′52″ сх. д. / 48.020199° пн. ш. 23.647778° сх. д.             |
| 8.  | Закарпатська обл., Тячівський р-н., с. Бедевля, вул. Говди, 42        | Іоанно-Предтеченський чоловічий монастир — Детальніше                             |                                                                          |                                                                                     |
| 9.  |                                                                       | Іоанно-Предтеченський чоловічий монастир — Детальніше                             | roztoky-mon.church.ua [Архівовано 4 березня 2016 у Wayback Machine.]     | 48°05′30″ пн. ш. 24°16′28″ сх. д. / 48.091602° пн. ш. 24.274556° сх. д.             |
| 9.  | Закарпатська обл., Рахівський р-н., с. Розтоки (Тищора)               | Іоанно-Предтеченський чоловічий монастир — Детальніше                             |                                                                          |                                                                                     |
| 10. |                                                                       | Миколаївський чоловічий монастир — Детальніше                                     | iza-mon.church.ua [Архівовано 25 вересня 2015 у Wayback Machine.]        | 48°12′24″ пн. ш. 23°22′30″ сх. д. / 48.206712° пн. ш. 23.375080° сх. д.             |
| 10. | Закарпатська обл., Хустський р-н., с. Іза-Карповтлаш                  | Миколаївський чоловічий монастир — Детальніше                                     |                                                                          |                                                                                     |
| 11. |                                                                       | На честь ікони Божої Матері «Несподівана Радість» чоловічий монастир — Детальніше | kolochava-mon.church.ua [Архівовано 25 вересня 2015 у Wayback Machine.]  | 48°24′46″ пн. ш. 23°40′50″ сх. д. / 48.412804° пн. ш. 23.680544° сх. д.             |
| 11. | Закарпатська обл., Міжгірський р-н., с. Колочава, ур. Квасовець       | На честь ікони Божої Матері «Несподівана Радість» чоловічий монастир — Детальніше |                                                                          |                                                                                     |
| 12. |                                                                       | Пантелеймонівський чоловічий монастир — Детальніше                                | gorodilovo-mon.church.ua [Архівовано 25 вересня 2015 у Wayback Machine.] | 48°11′39″ пн. ш. 23°16′53″ сх. д. / 48.194152° пн. ш. 23.281490° сх. д.             |
| 12. | Закарпатська обл., м. Хуст, вул. Зарічна, 100, ур. Колесарьово        | Пантелеймонівський чоловічий монастир — Детальніше                                |                                                                          |                                                                                     |
| 13. |                                                                       | Пантелеймонівський жіночий скит — Детальніше                                      | neresnytsya-mon.church.ua                                                | 48°07′03″ пн. ш. 23°45′51″ сх. д. / 48.117534° пн. ш. 23.764193° сх. д. (приблизно) |
| 13. | Закарпатська обл., Тячівський р-н., с. Нересниця (Прікалово)          | Пантелеймонівський жіночий скит — Детальніше                                      |                                                                          |                                                                                     |
| 14. |                                                                       | Покровський чоловічий скит — Детальніше                                           | kolodne-mon.church.ua [Архівовано 7 квітня 2016 у Wayback Machine.]      | 48°12′01″ пн. ш. 23°36′59″ сх. д. / 48.200322° пн. ш. 23.616384° сх. д.             |
| 14. | Закарпатська обл., Тячівський р-н., с. Колодне (Кривець)              | Покровський чоловічий скит — Детальніше                                           |                                                                          |                                                                                     |
| 15. |                                                                       | Преображенський чоловічий монастир — Детальніше                                   | tereblya-mon.church.ua [Архівовано 23 вересня 2015 у Wayback Machine.]   | 48°06′35″ пн. ш. 23°33′48″ сх. д. / 48.109588° пн. ш. 23.563429° сх. д.             |
| 15. | Закарпатська обл., Тячівський р-н., с. Теребля                        | Преображенський чоловічий монастир — Детальніше                                   |                                                                          |                                                                                     |
| 16. |                                                                       | Різдва Богородиці жіночий монастир — Детальніше                                   | lipcha-mon.church.ua [Архівовано 7 травня 2021 у Wayback Machine.]       | 48°16′37″ пн. ш. 23°22′56″ сх. д. / 48.276937° пн. ш. 23.382229° сх. д.             |
| 16. | Закарпатська обл., Хустський р-н., с. Липча, вул. Леніна, 91          | Різдва Богородиці жіночий монастир — Детальніше                                   |                                                                          |                                                                                     |
| 17. |                                                                       | Серафимівський жіночий монастир — Детальніше                                      | lopukhov-mon.church.ua [Архівовано 23 вересня 2015 у Wayback Machine.]   | 48°23′47″ пн. ш. 24°01′28″ сх. д. / 48.396327° пн. ш. 24.024549° сх. д.             |
| 17. | Закарпатська обл., Тячівський р-н., с. Лопухів, вул. Лісна, 64        | Серафимівський жіночий монастир — Детальніше                                      |                                                                          |                                                                                     |
| 18. |                                                                       | Сергієва пустинь жіночий монастир — Детальніше                                    | sergievapust-mon.church.ua [Архівовано 18 липня 2021 у Wayback Machine.] | 48°02′01″ пн. ш. 23°45′35″ сх. д. / 48.033524° пн. ш. 23.759832° сх. д.             |
| 18. | Закарпатська обл., Тячівський р-н., с. Грушеве, ур. Обчина            | Сергієва пустинь жіночий монастир — Детальніше                                    |                                                                          |                                                                                     |
| 19. |                                                                       | Симеонівський чоловічий монастир — Детальніше                                     | vinogradov-mon.church.ua [Архівовано 14 березня 2022 у Wayback Machine.] | 48°09′52″ пн. ш. 23°02′48″ сх. д. / 48.164326° пн. ш. 23.046751° сх. д.             |
| 19. | Закарпатська обл., Виноградівський р-н., м. Виноградів                | Симеонівський чоловічий монастир — Детальніше                                     |                                                                          |                                                                                     |
| 20. |                                                                       | Стефанівський чоловічий монастир — Детальніше                                     | kraynikovo-mon.church.ua [Архівовано 13 березня 2022 у Wayback Machine.] | 48°07′01″ пн. ш. 23°28′20″ сх. д. / 48.117066° пн. ш. 23.472360° сх. д.             |
| 20. | Закарпатська обл., Хустський р-н., с. Крайниково                      | Стефанівський чоловічий монастир — Детальніше                                     |                                                                          |                                                                                     |
| 21. |                                                                       | Троїцький жіночий монастир — Детальніше                                           | olhovtsy-mon.church.ua [Архівовано 25 вересня 2015 у Wayback Machine.]   | 48°06′17″ пн. ш. 23°44′38″ сх. д. / 48.104736° пн. ш. 23.743882° сх. д.             |
| 21. | Закарпатська обл., Тячівський р-н., с. Вільхівці, вул. Троїцька, 34   | Троїцький жіночий монастир — Детальніше                                           |                                                                          |                                                                                     |
| 22. |                                                                       | Троїцький чоловічий монастир — Детальніше                                         | gorodylovo-mon.church.ua [Архівовано 23 вересня 2015 у Wayback Machine.] | 48°12′46″ пн. ш. 23°16′39″ сх. д. / 48.212870° пн. ш. 23.277382° сх. д.             |
| 22. | Закарпатська обл., м. Хуст, вул. Зарічна, 68                          | Троїцький чоловічий монастир — Детальніше                                         |                                                                          |                                                                                     |
| 23. |                                                                       | Успенський Углянський жіночий монастир — Детальніше                               | uglya-mon.church.ua [Архівовано 25 вересня 2015 у Wayback Machine.]      | 48°09′09″ пн. ш. 23°36′47″ сх. д. / 48.152416° пн. ш. 23.613138° сх. д.             |
| 23. | Закарпатська обл., Тячівський р-н., с. Угля, вул. Шевченка, 14        | Успенський Углянський жіночий монастир — Детальніше                               |                                                                          |                                                                                     |

## Запорізька область(9)

### Бердянська єпархія(4)
| 1. |                                                                              | Архангело-Михайлівський жіночий монастир — Детальніше              | tokmak-mon.church.ua [Архівовано 25 вересня 2015 у Wayback Machine.]       | 47°11′17″ пн. ш. 36°21′33″ сх. д. / 47.188140° пн. ш. 36.359049° сх. д. |
| 1. | Запорізька обл., Чернігівський р-н., с. Верхній Токмак, вул. Чапаєва, 5      | Архангело-Михайлівський жіночий монастир — Детальніше              |                                                                            |                                                                         |
| 2. |                                                                              | На честь прп. Амвросія Оптинського чоловічий монастир — Детальніше | amvrosievsky-mon.church.ua [Архівовано 23 вересня 2015 у Wayback Machine.] | 47°15′20″ пн. ш. 35°44′35″ сх. д. / 47.255440° пн. ш. 35.742972° сх. д. |
| 2. | Запорізька обл., м. Токмак, вул. Василя Вишиваного, 68                       | На честь прп. Амвросія Оптинського чоловічий монастир — Детальніше |                                                                            |                                                                         |
| 3. |                                                                              | Серафимівський жіночий монастир — Детальніше                       | komish-mon.church.ua [Архівовано 23 вересня 2015 у Wayback Machine.]       | 47°19′54″ пн. ш. 36°41′57″ сх. д. / 47.331716° пн. ш. 36.699079° сх. д. |
| 3. | Запорізька обл., Більмацький р-н., с. Комиш-Зоря, вул. Червоноармійська, 46а | Серафимівський жіночий монастир — Детальніше                       |                                                                            |                                                                         |
| 4. |                                                                              | Успенський жіночий монастир — Детальніше                           | primorskoe-mon.church.ua [Архівовано 25 вересня 2015 у Wayback Machine.]   | 47°38′34″ пн. ш. 35°16′55″ сх. д. / 47.642729° пн. ш. 35.281846° сх. д. |
| 4. | Запорізька обл., Василівський р-н., с. Приморське, вул. Центральна, 3        | Успенський жіночий монастир — Детальніше                           |                                                                            |                                                                         |

### Запорізька єпархія(5)
| 1. |                                                                          | Єлисаветинський жіночий монастир — Детальніше                   | kamishevaha-mon.church.ua [Архівовано 25 вересня 2015 у Wayback Machine.] | 47°43′33″ пн. ш. 35°31′00″ сх. д. / 47.725972° пн. ш. 35.516611° сх. д. |
| 1. | Запорізька обл., Оріхівський р-н., смт. Комишуваха, вул. Гагаріна, 1     | Єлисаветинський жіночий монастир — Детальніше                   |                                                                           |                                                                         |
| 2. |                                                                          | Іоанно-Богословський жіночий монастир — Детальніше              | ternovatoe-mon.church.ua [Архівовано 23 вересня 2015 у Wayback Machine.]  | 47°49′54″ пн. ш. 36°07′38″ сх. д. / 47.831696° пн. ш. 36.127100° сх. д. |
| 2. | Запорізька обл., Новомиколаївський р-н., смт. Тернувате, вул. Плакси, 53 | Іоанно-Богословський жіночий монастир — Детальніше              |                                                                           |                                                                         |
| 3. |                                                                          | Миколаївський жіночий монастир — Детальніше                     | nicholashram.zp.ua [Архівовано 15 березня 2022 у Wayback Machine.]        | 47°47′45″ пн. ш. 35°11′58″ сх. д. / 47.795928° пн. ш. 35.199576° сх. д. |
| 3. | м. Запоріжжя, вул. Тополіна, 34а                                         | Миколаївський жіночий монастир — Детальніше                     |                                                                           |                                                                         |
| 4. |                                                                          | На честь прп. Савви Освященного чоловічий монастир — Детальніше | savva.org.ua [Архівовано 15 листопада 2021 у Wayback Machine.]            | 46°50′02″ пн. ш. 35°22′32″ сх. д. / 46.833869° пн. ш. 35.375455° сх. д. |
| 4. | Запорізька обл., м. Мелітополь, вул. Монастирська, 45                    | На честь прп. Савви Освященного чоловічий монастир — Детальніше |                                                                           |                                                                         |
| 5. |                                                                          | Тихвінський жіночий скит — Детальніше                           | plavni-mon.church.ua [Архівовано 12 березня 2022 у Wayback Machine.]      | 47°33′46″ пн. ш. 35°19′50″ сх. д. / 47.562795° пн. ш. 35.330503° сх. д. |
| 5. | Запорізька обл., Василівський р-н., с. Плавні, вул. Набережна, 89        | Тихвінський жіночий скит — Детальніше                           |                                                                           |                                                                         |

## Івано-Франківська область(3)

### Івано-Франківська єпархія(3)
| Івано-Франківська обл., Коломийський р-н., с. Баб'янка, вул. Набережна |                                                    |                                           |                                                                      |                                                                         |
| 2.                                                                     |                                                    | Покровський жіночий монастир — Детальніше | tuskan-mon.church.ua [Архівовано 12 березня 2022 у Wayback Machine.] | 49°07′36″ пн. ш. 24°46′10″ сх. д. / 49.126783° пн. ш. 24.769545° сх. д. |
| 2.                                                                     | Івано-Франківська обл., Галицький р-н., с. Тустань | Покровський жіночий монастир — Детальніше |                                                                      |                                                                         |

## Київська область(35)

### Білоцерківська єпархія(5)
| 1. |                                                                 | На честь вмц. Варвари жіночий монастир — Детальніше             | kaharlyk-mon.church.ua [Архівовано 13 березня 2022 у Wayback Machine.]     | 49°52′39″ пн. ш. 30°49′35″ сх. д. / 49.877603° пн. ш. 30.826526° сх. д. |
| 1. | Київська обл., м. Кагарлик                                      | На честь вмц. Варвари жіночий монастир — Детальніше             |                                                                            |                                                                         |
| 2. |                                                                 | На честь рівноап. Марії Магдалини жіночий монастир — Детальніше | magdalina-mon.church.ua [Архівовано 13 березня 2022 у Wayback Machine.]    | 49°47′07″ пн. ш. 30°06′52″ сх. д. / 49.785391° пн. ш. 30.114433° сх. д. |
| 2. | Київська обл., м. Біла Церква, вул. Шкільна, 11                 | На честь рівноап. Марії Магдалини жіночий монастир — Детальніше |                                                                            |                                                                         |
| 3. |                                                                 | На честь Царствених мучеників жіночий монастир — Детальніше     | monastyrka.org.ua [Архівовано 23 вересня 2015 у Wayback Machine.]          | 49°31′05″ пн. ш. 30°36′55″ сх. д. / 49.518023° пн. ш. 30.615413° сх. д. |
| 3. | Київська обл., Таращанський р-н., с. Кислівка, вул. Садова, 11а | На честь Царствених мучеників жіночий монастир — Детальніше     |                                                                            |                                                                         |
| 4. |                                                                 | Преображенський Ржищівський чоловічий монастир — Детальніше     | rj-monastur.at.ua [Архівовано 23 вересня 2015 у Wayback Machine.]          | 49°58′33″ пн. ш. 31°06′00″ сх. д. / 49.975716° пн. ш. 31.100056° сх. д. |
| 4. | Київська обл., Кагарлицький р-н., м. Ржищів, вул. Освіти, 42    | Преображенський Ржищівський чоловічий монастир — Детальніше     |                                                                            |                                                                         |
| 5. |                                                                 | Серафимівський чоловічий монастир — Детальніше                  | serafimovsky-mon.church.ua [Архівовано 16 березня 2022 у Wayback Machine.] | 49°47′32″ пн. ш. 30°06′57″ сх. д. / 49.792285° пн. ш. 30.115763° сх. д. |
| 5. | Київська обл., м. Біла Церква, вул. Гагаріна, 19                | Серафимівський чоловічий монастир — Детальніше                  |                                                                            |                                                                         |

### Бориспільська єпархія(5)
| 1. |                                                                   | Архангело-Михайлівський чоловічий монастир — Детальніше                         | pereyaslav-mon.church.ua [Архівовано 14 березня 2022 у Wayback Machine.] | 50°03′56″ пн. ш. 31°27′52″ сх. д. / 50.065634° пн. ш. 31.464454° сх. д. |
| 1. | Київська обл., м. Переяслав, вул. Михайла Сікорського, 34         | Архангело-Михайлівський чоловічий монастир — Детальніше                         |                                                                          |                                                                         |
| 2. |                                                                   | Вознесенський чоловічий монастир — Детальніше                                   | voznesen-mon.church.ua [Архівовано 23 вересня 2015 у Wayback Machine.]   | 50°04′23″ пн. ш. 31°27′43″ сх. д. / 50.073013° пн. ш. 31.462037° сх. д. |
| 2. | Київська обл., м. Переяслав, вул. Г. Сковороди                    | Вознесенський чоловічий монастир — Детальніше                                   |                                                                          |                                                                         |
| 3. |                                                                   | На честь ікони Божої Матері «Живоносне Джерело» чоловічий монастир — Детальніше | borispol-mon.church.ua [Архівовано 4 березня 2016 у Wayback Machine.]    | 50°21′39″ пн. ш. 30°56′45″ сх. д. / 50.360858° пн. ш. 30.945776° сх. д. |
| 3. | Київська обл., м. Бориспіль, вул. Робітнича, 44                   | На честь ікони Божої Матері «Живоносне Джерело» чоловічий монастир — Детальніше |                                                                          |                                                                         |
| 4. |                                                                   | Преображенський чоловічий монастир — Детальніше                                 | knyazhichi-mon.church.ua [Архівовано 13 березня 2022 у Wayback Machine.] | 50°27′42″ пн. ш. 30°46′55″ сх. д. / 50.461529° пн. ш. 30.781856° сх. д. |
| 4. | Київська обл., Броварський р-н., с. Княжичи, вул. Максименка, 43а | Преображенський чоловічий монастир — Детальніше                                 |                                                                          |                                                                         |
| 5. |                                                                   | Успенський жіночий монастир — Детальніше                                        | raykov-mon.church.ua [Архівовано 12 березня 2022 у Wayback Machine.]     | 50°18′32″ пн. ш. 31°47′23″ сх. д. / 50.308971° пн. ш. 31.789746° сх. д. |
| 5. | Київська обл., Яготинський р-н., с. Райківщина, вул. Перемоги, 20 | Успенський жіночий монастир — Детальніше                                        |                                                                          |                                                                         |

### Київська єпархія(25)
| 1.  |                                                                            | Архангело-Михайлівський Звіринецький чоловічий монастир — Детальніше                                      | zvcaves.kiev.ua [Архівовано 17 березня 2022 у Wayback Machine.]            | 50°25′17″ пн. ш. 30°33′22″ сх. д. / 50.421312° пн. ш. 30.556002° сх. д. |
| 1.  | м. Київ, вул. Мічуріна, 20-22                                              | Архангело-Михайлівський Звіринецький чоловічий монастир — Детальніше                                      |                                                                            |                                                                         |
| 2.  |                                                                            | Благовіщенський чоловічий монастир — Детальніше                                                           | nazaret.in.ua [Архівовано 15 березня 2022 у Wayback Machine.]              | 50°22′15″ пн. ш. 30°42′03″ сх. д. / 50.370724° пн. ш. 30.700715° сх. д. |
| 2.  | м. Київ, пров. Промисловий, 8                                              | Благовіщенський чоловічий монастир — Детальніше                                                           |                                                                            |                                                                         |
| 3.  |                                                                            | Введенський чоловічий монастир — Детальніше                                                               | vvedenskiy.com.ua [Архівовано 23 грудня 2019 у Wayback Machine.]           | 50°26′01″ пн. ш. 30°32′40″ сх. д. / 50.433585° пн. ш. 30.544353° сх. д. |
| 3.  | м. Київ, вул. Московська, 42                                               | Введенський чоловічий монастир — Детальніше                                                               |                                                                            |                                                                         |
| 4.  |                                                                            | Вознесенський Флорівський жіночий монастир — Детальніше                                                   | florovsky-mon.church.ua [Архівовано 13 березня 2022 у Wayback Machine.]    | 50°27′49″ пн. ш. 30°30′51″ сх. д. / 50.463665° пн. ш. 30.514038° сх. д. |
| 4.  | м. Київ, вул. Флорівська, 6/8                                              | Вознесенський Флорівський жіночий монастир — Детальніше                                                   |                                                                            |                                                                         |
| 5.  |                                                                            | Києво-Печерська Успенська Лавра — Детальніше                                                              | lavra.ua [Архівовано 17 березня 2022 у Wayback Machine.]                   | 50°25′59″ пн. ш. 30°33′23″ сх. д. / 50.433012° пн. ш. 30.556377° сх. д. |
| 5.  | м. Київ, вул. Лаврська, 15, корп. 42                                       | Києво-Печерська Успенська Лавра — Детальніше                                                              |                                                                            |                                                                         |
| 6.  |                                                                            | Кирилівський чоловічий монастир — Детальніше                                                              | kirillovsky-mon.church.ua [Архівовано 12 березня 2022 у Wayback Machine.]  | 50°28′59″ пн. ш. 30°28′20″ сх. д. / 50.482983° пн. ш. 30.472121° сх. д. |
| 6.  | м. Київ, вул. Кирилівська, 103                                             | Кирилівський чоловічий монастир — Детальніше                                                              |                                                                            |                                                                         |
| 7.  |                                                                            | Миколаївський пустинний жіночий скит — Детальніше                                                         | romanivka-mon.church.ua [Архівовано 13 березня 2022 у Wayback Machine.]    | 51°12′32″ пн. ш. 29°52′25″ сх. д. / 51.208880° пн. ш. 29.873710° сх. д. |
| 7.  | Київська обл., Поліський р-н., с. Романівка                                | Миколаївський пустинний жіночий скит — Детальніше                                                         |                                                                            |                                                                         |
| 8.  |                                                                            | На честь ікони Божої Матері «Відрада і Втіха» жіночий монастир — Детальніше                               | oiu.church.ua [Архівовано 12 березня 2022 у Wayback Machine.]              | 50°03′59″ пн. ш. 30°25′08″ сх. д. / 50.066480° пн. ш. 30.418847° сх. д. |
| 8.  | Київська обл., Васильківський р-н., с. Велика Вільшанка, вул. Шевченка, 40 | На честь ікони Божої Матері «Відрада і Втіха» жіночий монастир — Детальніше                               |                                                                            |                                                                         |
| 9.  |                                                                            | На честь ікони Божої Матері «Києво-Братська» жіночий монастир — Детальніше                                | horenka-mon.church.ua [Архівовано 12 березня 2022 у Wayback Machine.]      | 50°33′12″ пн. ш. 30°19′25″ сх. д. / 50.553210° пн. ш. 30.323653° сх. д. |
| 9.  | Київська обл., Києво-Святошинський р-н., с. Горенка, вул. І.Франко, 71а    | На честь ікони Божої Матері «Києво-Братська» жіночий монастир — Детальніше                                |                                                                            |                                                                         |
| 10. |                                                                            | На честь ікони Божої Матері «Услишательниця» жіночий монастир — Детальніше                                | fasova-mon.church.ua [Архівовано 12 березня 2022 у Wayback Machine.]       | 50°22′54″ пн. ш. 29°48′48″ сх. д. / 50.381644° пн. ш. 29.813341° сх. д. |
| 10. | Київська обл., Макарівський р-н., с. Фасова                                | На честь ікони Божої Матері «Услишательниця» жіночий монастир — Детальніше                                |                                                                            |                                                                         |
| 11. |                                                                            | На честь мч. Олександра Римського чоловічий скит — Детальніше                                             | tarasivka-mon.church.ua [Архівовано 15 березня 2022 у Wayback Machine.]    | 50°10′55″ пн. ш. 31°16′41″ сх. д. / 50.181980° пн. ш. 31.278146° сх. д. |
| 11. | Київська обл., Баришівський р-н., с. Мала Тарасівка                        | На честь мч. Олександра Римського чоловічий скит — Детальніше                                             |                                                                            |                                                                         |
| 12. |                                                                            | На честь Положення ризи Божої Матері у Влахерні чоловічий монастир — Детальніше                           | tomashovka-mon.church.ua [Архівовано 14 березня 2022 у Wayback Machine.]   | 50°12′10″ пн. ш. 29°49′34″ сх. д. / 50.202718° пн. ш. 29.826202° сх. д. |
| 12. | Київська обл., Фастівський р-н., с. Томашівка                              | На честь Положення ризи Божої Матері у Влахерні чоловічий монастир — Детальніше                           |                                                                            |                                                                         |
| 13. |                                                                            | На честь прп. Анастасії Київської жіночий монастир — Детальніше                                           | kovalevka-mon.church.ua [Архівовано 12 березня 2022 у Wayback Machine.]    | 49°58′42″ пн. ш. 30°00′23″ сх. д. / 49.978470° пн. ш. 30.006424° сх. д. |
| 13. | Київська обл., Васильківський р-н., с. Ковалівка, вул. Леніна, 26а         | На честь прп. Анастасії Київської жіночий монастир — Детальніше                                           |                                                                            |                                                                         |
| 14. |                                                                            | На честь рівноап. вел. кн. Ольги жіночий монастир — Детальніше                                            | tomashivka-mon.church.ua [Архівовано 15 березня 2022 у Wayback Machine.]   | 50°12′07″ пн. ш. 29°49′32″ сх. д. / 50.201908° пн. ш. 29.825523° сх. д. |
| 14. | Київська обл., Фастівський р-н., с. Томашівка                              | На честь рівноап. вел. кн. Ольги жіночий монастир — Детальніше                                            |                                                                            |                                                                         |
| 15. |                                                                            | На честь свт. Михаїла Пантелеімонівського на Афоні монастиря ставропігійне чоловіче подвір'я — Детальніше | kiev-afon-mon.church.ua [Архівовано 15 березня 2022 у Wayback Machine.]    | 50°26′21″ пн. ш. 30°31′32″ сх. д. / 50.439075° пн. ш. 30.525546° сх. д. |
| 15. | Печерський р-н., м. Київ, вул. Шовковична, 39/1                            | На честь свт. Михаїла Пантелеімонівського на Афоні монастиря ставропігійне чоловіче подвір'я — Детальніше |                                                                            |                                                                         |
| 16. |                                                                            | Пантелеймонівський жіночий монастир — Детальніше                                                          | feofania.church.ua [Архівовано 14 березня 2022 у Wayback Machine.]         | 50°20′53″ пн. ш. 30°29′21″ сх. д. / 50.347926° пн. ш. 30.489135° сх. д. |
| 16. | м. Київ, вул. Академіка Лебедєва, 23                                       | Пантелеймонівський жіночий монастир — Детальніше                                                          |                                                                            |                                                                         |
| 17. |                                                                            | Покровський жіночий монастир — Детальніше                                                                 | pokrov-kievmon.church.ua [Архівовано 13 березня 2022 у Wayback Machine.]   | 50°27′30″ пн. ш. 30°29′35″ сх. д. / 50.458264° пн. ш. 30.492937° сх. д. |
| 17. | м. Київ, пров. Бехтерівський, 15                                           | Покровський жіночий монастир — Детальніше                                                                 |                                                                            |                                                                         |
| 18. |                                                                            | Покровський Голосіївський чоловічий монастир — Детальніше                                                 | goloseevo.com.ua [Архівовано 14 березня 2022 у Wayback Machine.]           | 50°22′42″ пн. ш. 30°30′31″ сх. д. / 50.378245° пн. ш. 30.508496° сх. д. |
| 18. | м. Київ, вул. Полковника Затєвахіна, 14                                    | Покровський Голосіївський чоловічий монастир — Детальніше                                                 |                                                                            |                                                                         |
| 19. |                                                                            | Преображенський чоловічий монастир — Детальніше                                                           | nspm.kiev.ua [Архівовано 15 березня 2022 у Wayback Machine.]               | 50°09′01″ пн. ш. 30°37′26″ сх. д. / 50.150164° пн. ш. 30.623820° сх. д. |
| 19. | Київська обл., Обухівський р-н., с. Нещерів, вул. Преображенська, 29а      | Преображенський чоловічий монастир — Детальніше                                                           |                                                                            |                                                                         |
| 20. |                                                                            | Преображенський жіночий монастир — Детальніше                                                             | spm.org.ua [Архівовано 15 березня 2022 у Wayback Machine.]                 | 50°43′27″ пн. ш. 29°36′41″ сх. д. / 50.724214° пн. ш. 29.611433° сх. д. |
| 20. | Київська обл., Бородянський р-н., с. Пісківка, вул. Лісова Поляна, 2       | Преображенський жіночий монастир — Детальніше                                                             |                                                                            |                                                                         |
| 21. |                                                                            | Різдва Богородиці в урочищі «Церковщина» чоловічий монастир — Детальніше                                  | tserkovshchina.church.ua [Архівовано 31 березня 2019 у Wayback Machine.]   | 50°19′15″ пн. ш. 30°32′07″ сх. д. / 50.320787° пн. ш. 30.535177° сх. д. |
| 21. | м. Київ, Дніпровське ш. 3                                                  | Різдва Богородиці в урочищі «Церковщина» чоловічий монастир — Детальніше                                  |                                                                            |                                                                         |
| 22. |                                                                            | Різдва Богородиці Десятинний чоловічий монастир — Детальніше                                              | desyatynniy.org [Архівовано 26 вересня 2015 у Wayback Machine.]            | 50°27′29″ пн. ш. 30°31′00″ сх. д. / 50.458062° пн. ш. 30.516788° сх. д. |
| 22. | м. Київ, вул. Володимирська, 2                                             | Різдва Богородиці Десятинний чоловічий монастир — Детальніше                                              |                                                                            |                                                                         |
| 23. |                                                                            | Тихвінський Миколаївський жіночий монастир — Детальніше                                                   | nikolotihvin-mon.church.ua [Архівовано 13 березня 2022 у Wayback Machine.] | 50°23′27″ пн. ш. 30°31′42″ сх. д. / 50.390882° пн. ш. 30.528418° сх. д. |
| 23. | м. Київ, пров. Тихвінський, 1                                              | Тихвінський Миколаївський жіночий монастир — Детальніше                                                   |                                                                            |                                                                         |
| 24. |                                                                            | Троїцький Іонинський чоловічий монастир — Детальніше                                                      | iona.kiev.ua [Архівовано 16 березня 2022 у Wayback Machine.]               | 50°24′57″ пн. ш. 30°33′45″ сх. д. / 50.415938° пн. ш. 30.562492° сх. д. |
| 24. | м. Київ, вул. Тимірязєвська, 1                                             | Троїцький Іонинський чоловічий монастир — Детальніше                                                      |                                                                            |                                                                         |
| 25. |                                                                            | Троїцький Китаївський чоловічий монастир — Детальніше                                                     | kitaevo.church.ua [Архівовано 15 березня 2022 у Wayback Machine.]          | 50°22′03″ пн. ш. 30°32′28″ сх. д. / 50.367400° пн. ш. 30.541149° сх. д. |
| 25. | м. Київ, вул. Китаївська, 15                                               | Троїцький Китаївський чоловічий монастир — Детальніше                                                     |                                                                            |                                                                         |

## Кіровоградська область(3)

### Кіровоградська єпархія(1)
| 1. |                                        | Єлисаветинський чоловічий монастир — Детальніше | elisavetamonastir.church.ua [Архівовано 13 березня 2022 у Wayback Machine.] | 48°31′26″ пн. ш. 32°13′54″ сх. д. / 48.523815° пн. ш. 32.231803° сх. д. |
| 1. | м. Кропивницький, вул. Дніпровська, 62 | Єлисаветинський чоловічий монастир — Детальніше |                                                                             |                                                                         |

### Олександрійська єпархія(2)
| 1. |                                                              | Богоявленський жіночий монастир — Детальніше | dikovka-mon.church.ua [Архівовано 16 березня 2022 у Wayback Machine.] | 48°46′24″ пн. ш. 32°50′37″ сх. д. / 48.773273° пн. ш. 32.843725° сх. д. |
| 1. | Кіровоградська обл., Знаменський р-н., с. Диківка            | Богоявленський жіночий монастир — Детальніше |                                                                       |                                                                         |
| 2. |                                                              | Покровський чоловічий монастир — Детальніше  | aleks-mon.church.ua [Архівовано 25 вересня 2015 у Wayback Machine.]   | 48°41′14″ пн. ш. 33°07′04″ сх. д. / 48.687307° пн. ш. 33.117871° сх. д. |
| 2. | Кіровоградська обл., м. Олександрія, вул. Кременчуцька, 107а | Покровський чоловічий монастир — Детальніше  |                                                                       |                                                                         |

## Крим(22)

### Джанкойська єпархія(1)
| 1. |                                         | Преображенський чоловічий монастир — Детальніше | razdolnoe-mon.church.ua [Архівовано 15 березня 2022 у Wayback Machine.] | 45°46′03″ пн. ш. 33°28′50″ сх. д. / 45.767517° пн. ш. 33.480633° сх. д. |
| 1. | Крим, смт. Роздольне, вул. Південна, 15 | Преображенський чоловічий монастир — Детальніше |                                                                         |                                                                         |

### Київська єпархія(1)
| 1. |                                                           | На честь прп. Паїсія Величковського ставропігійний чоловічий монастир — Детальніше | paisiy-mon.church.ua [Архівовано 14 березня 2022 у Wayback Machine.] | 44°31′15″ пн. ш. 33°42′49″ сх. д. / 44.520791° пн. ш. 33.713637° сх. д. |
| 1. | Крим, Балаклавський р-н., с. Морозівка, пров. Ключовий, 6 | На честь прп. Паїсія Величковського ставропігійний чоловічий монастир — Детальніше |                                                                      |                                                                         |

### Сімферопольська єпархія(18)
| 1.  |                                                                                     | Благовіщенське чоловіче подвір'я — Детальніше                       | partenit-mon.church.ua [Архівовано 16 березня 2022 у Wayback Machine.]    | 44°34′46″ пн. ш. 34°20′44″ сх. д. / 44.579350° пн. ш. 34.345458° сх. д.             |
| 1.  | Крим, Алуштинський р-н., смт. Партеніт, пл. Іоанна Готфського, Фрунзенське шосе, 1а | Благовіщенське чоловіче подвір'я — Детальніше                       |                                                                           |                                                                                     |
| 2.  |                                                                                     | Благовіщенський Мангупський чоловічий монастир — Детальніше         | mangup-mon.church.ua [Архівовано 15 березня 2022 у Wayback Machine.]      | 44°35′24″ пн. ш. 33°48′10″ сх. д. / 44.590101° пн. ш. 33.802690° сх. д.             |
| 2.  | Крим, Бахчисарайський р-н., с. Залісне, гора Мангуп, південний схил                 | Благовіщенський Мангупський чоловічий монастир — Детальніше         |                                                                           |                                                                                     |
| 3.  |                                                                                     | Георгіївський Балаклавський чоловічий монастир — Детальніше         | georgievsky-mon.church.ua [Архівовано 15 березня 2022 у Wayback Machine.] | 44°30′22″ пн. ш. 33°30′33″ сх. д. / 44.506064° пн. ш. 33.509275° сх. д.             |
| 3.  | Крим, м. Севастополь, мис Фіолент                                                   | Георгіївський Балаклавський чоловічий монастир — Детальніше         |                                                                           |                                                                                     |
| 4.  |                                                                                     | Климентіївський Інкерманський чоловічий монастир — Детальніше       | inkerman-mon.church.ua [Архівовано 15 березня 2022 у Wayback Machine.]    | 44°36′14″ пн. ш. 33°36′27″ сх. д. / 44.603878° пн. ш. 33.607583° сх. д.             |
| 4.  | Крим, м. Севастополь (Інкерман)                                                     | Климентіївський Інкерманський чоловічий монастир — Детальніше       |                                                                           |                                                                                     |
| 5.  |                                                                                     | Космо-Даміанівський чоловічий монастир — Детальніше                 | monastyr-kid.ru [Архівовано 15 березня 2022 у Wayback Machine.]           | 44°39′53″ пн. ш. 34°16′10″ сх. д. / 44.664694° пн. ш. 34.269567° сх. д.             |
| 5.  | Крим, м. Алушта, Кримський природний заповідник                                     | Космо-Даміанівський чоловічий монастир — Детальніше                 |                                                                           |                                                                                     |
| 6.  |                                                                                     | Миколаївський чоловічий монастир — Детальніше                       | kholmovka-mon.church.ua [Архівовано 15 березня 2022 у Wayback Machine.]   | 44°39′35″ пн. ш. 33°45′14″ сх. д. / 44.659850° пн. ш. 33.753912° сх. д.             |
| 6.  | Крим, Бахчисарайський р-н., с. Холмівка                                             | Миколаївський чоловічий монастир — Детальніше                       |                                                                           |                                                                                     |
| 7.  |                                                                                     | На честь ап. Луки чоловічий монастир — Детальніше                   | goryanka-mon.church.ua [Архівовано 14 березня 2022 у Wayback Machine.]    | 44°39′56″ пн. ш. 33°57′11″ сх. д. / 44.665660° пн. ш. 33.953155° сх. д.             |
| 7.  | Крим, Бахчисарайський р-н., с. Горянка, (колишнє с. Лаки)                           | На честь ап. Луки чоловічий монастир — Детальніше                   |                                                                           |                                                                                     |
| 8.  |                                                                                     | На честь вмц. Анастасії Узорішительниці чоловічий скит — Детальніше | bashtanivka-mon.church.ua                                                 | 44°41′54″ пн. ш. 33°53′02″ сх. д. / 44.698229° пн. ш. 33.883782° сх. д.             |
| 8.  | Крим, Бахчисарайський р-н., с. Баштанівка, ущелля Качі-Кальйон                      | На честь вмц. Анастасії Узорішительниці чоловічий скит — Детальніше |                                                                           |                                                                                     |
| 9.  |                                                                                     | На честь вмц. Параскеви Топловський жіночий монастир — Детальніше   | toplovskyi.ru [Архівовано 15 березня 2022 у Wayback Machine.]             | 45°00′00″ пн. ш. 34°52′40″ сх. д. / 45.000131° пн. ш. 34.877882° сх. д.             |
| 9.  | Крим, Білогірський р-н., с. Учебне                                                  | На честь вмц. Параскеви Топловський жіночий монастир — Детальніше   |                                                                           |                                                                                     |
| 10. |                                                                                     | На честь вмч. Феодора Стратилата чоловічий монастир — Детальніше    | feodor.church.ua [Архівовано 14 березня 2022 у Wayback Machine.]          | 44°37′52″ пн. ш. 33°49′51″ сх. д. / 44.631220° пн. ш. 33.830769° сх. д.             |
| 10. | Крим, Бахчисарайський р-н., с. Малосадове (Чильтер-Коба), вул. Санаторна            | На честь вмч. Феодора Стратилата чоловічий монастир — Детальніше    |                                                                           |                                                                                     |
| 11. |                                                                                     | На честь Корсунської ікони Божої Матері жіночий скит — Детальніше   | sapun-gora-mon.church.ua [Архівовано 12 березня 2022 у Wayback Machine.]  | 44°32′30″ пн. ш. 33°34′40″ сх. д. / 44.541726° пн. ш. 33.577678° сх. д.             |
| 11. | Крим, Балаклавський р-н., м. Севастополь, масив «Сапун-гора», СТ «Імпульс»          | На честь Корсунської ікони Божої Матері жіночий скит — Детальніше   |                                                                           |                                                                                     |
| 12. |                                                                                     | На честь прп. Лазаря Муромського чоловічий монастир — Детальніше    | lazar-mon.church.ua [Архівовано 15 березня 2022 у Wayback Machine.]       | 44°49′23″ пн. ш. 33°59′47″ сх. д. / 44.823009° пн. ш. 33.996336° сх. д.             |
| 12. | Крим, Бахчисарайський р-н., с. Скалисте (Бакла), пров. Шалфейний, 7                 | На честь прп. Лазаря Муромського чоловічий монастир — Детальніше    |                                                                           |                                                                                     |
| 13. |                                                                                     | На честь прп. Савви Освященного чоловічий монастир — Детальніше     | savvynsky-mon.church.ua [Архівовано 19 квітня 2021 у Wayback Machine.]    | 44°35′43″ пн. ш. 33°44′02″ сх. д. / 44.595386° пн. ш. 33.734008° сх. д.             |
| 13. | Крим, Балаклавський р-н., с. Тернівка (Чильтер-Мармара)                             | На честь прп. Савви Освященного чоловічий монастир — Детальніше     |                                                                           |                                                                                     |
| 14. |                                                                                     | Покровський чоловічий монастир — Детальніше                         | shuldan-mon.church.ua [Архівовано 23 квітня 2019 у Wayback Machine.]      | 44°35′29″ пн. ш. 33°46′18″ сх. д. / 44.591345° пн. ш. 33.771803° сх. д.             |
| 14. | Крим, Балаклавський р-н., с. Тернівка (Шулдан)                                      | Покровський чоловічий монастир — Детальніше                         |                                                                           |                                                                                     |
| 15. |                                                                                     | Преображенський чоловічий скит — Детальніше                         | ternivka-mon.church.ua [Архівовано 4 березня 2016 у Wayback Machine.]     | 44°33′32″ пн. ш. 33°47′19″ сх. д. / 44.558830° пн. ш. 33.788708° сх. д.             |
| 15. | Крим, Севастопольський р-н., с. Тернівка                                            | Преображенський чоловічий скит — Детальніше                         |                                                                           |                                                                                     |
| 16. |                                                                                     | Різдва Христового чоловіче подвір'я — Детальніше                    | krasnyy-mak-mon.church.ua [Архівовано 14 квітня 2019 у Wayback Machine.]  | 44°38′37″ пн. ш. 33°46′50″ сх. д. / 44.643484° пн. ш. 33.780691° сх. д. (приблизно) |
| 16. | Крим, Бахчисарайський р-н., с. Красний Мак, вул. Леніна, 109                        | Різдва Христового чоловіче подвір'я — Детальніше                    |                                                                           |                                                                                     |
| 17. |                                                                                     | Троїцький жіночий монастир — Детальніше                             | troitsky-mon.church.ua [Архівовано 9 березня 2022 у Wayback Machine.]     | 44°56′55″ пн. ш. 34°06′14″ сх. д. / 44.948641° пн. ш. 34.103997° сх. д.             |
| 17. | м. Сімферополь, вул. Одеська, 12                                                    | Троїцький жіночий монастир — Детальніше                             |                                                                           |                                                                                     |
| 18. |                                                                                     | Успенський Анастасіївський чоловічий монастир — Детальніше          | lavra.crimea.ua                                                           | 44°44′43″ пн. ш. 33°54′38″ сх. д. / 44.745354° пн. ш. 33.910661° сх. д.             |
| 18. | Крим, Бахчисарайський р-н., м. Бахчисарай, вул. Босенко, 57а                        | Успенський Анастасіївський чоловічий монастир — Детальніше          |                                                                           |                                                                                     |

### Феодосійська єпархія(2)
| 1. |                                                            | Георгіївський Катерлезький жіночий монастир — Детальніше                  | voykovo-mon.church.ua                                       | 45°23′35″ пн. ш. 36°26′33″ сх. д. / 45.392917° пн. ш. 36.442592° сх. д. |
| 1. | Крим, Ленинский р-н., с. Войково, вул. Степна              | Георгіївський Катерлезький жіночий монастир — Детальніше                  |                                                             |                                                                         |
| 2. |                                                            | На честь Стефана Сурозького Кизилташський чоловічий монастир — Детальніше | kiziltash.org [Архівовано 12 січня 2022 у Wayback Machine.] | 44°56′00″ пн. ш. 35°04′24″ сх. д. / 44.933320° пн. ш. 35.073370° сх. д. |
| 2. | Крим, Судацький р-н., с. Краснокам'янка, вул. Кримська, 41 | На честь Стефана Сурозького Кизилташський чоловічий монастир — Детальніше |                                                             |                                                                         |

## Луганська область(10)

### Донецька єпархія(1)
| 1. |                                                                           | На честь свт. Феодосія Чернігівського чоловічий скит — Детальніше | karmazynovka-mon.church.ua [Архівовано 28 лютого 2019 у Wayback Machine.] | 49°18′24″ пн. ш. 38°01′07″ сх. д. / 49.306762° пн. ш. 38.018712° сх. д. |
| 1. | Луганська обл., Сватівський р-н., с. Кармазинівка, вул. Першотравнева, 53 | На честь свт. Феодосія Чернігівського чоловічий скит — Детальніше |                                                                           |                                                                         |

### Луганська єпархія(5)
| 1. |                                                                              | Вознесенський чоловічий монастир — Детальніше                    | monastyr.lg.ua [Архівовано 25 вересня 2015 у Wayback Machine.]            | 48°37′37″ пн. ш. 38°50′17″ сх. д. / 48.626818° пн. ш. 38.837928° сх. д. |
| 1. | Луганська обл., Слов'яносербський р-н., с. Хороше, вул. Кирова, 23а          | Вознесенський чоловічий монастир — Детальніше                    |                                                                           |                                                                         |
| 2. |                                                                              | Іоанно-Предтеченський чоловічий монастир — Детальніше            | chuginka-mon.church.ua [Архівовано 25 вересня 2015 у Wayback Machine.]    | 48°55′23″ пн. ш. 39°40′18″ сх. д. / 48.922991° пн. ш. 39.671707° сх. д. |
| 2. | Луганська обл., Станично-Луганський р-н., с. Чугинка, вул. Леніна, 11б       | Іоанно-Предтеченський чоловічий монастир — Детальніше            |                                                                           |                                                                         |
| 3. |                                                                              | На честь Іверської ікони Божої Матері жіноча община — Детальніше | aidar-mon.church.ua [Архівовано 19 квітня 2021 у Wayback Machine.]        | 48°43′24″ пн. ш. 39°11′06″ сх. д. / 48.723423° пн. ш. 39.185071° сх. д. |
| 3. | Луганська обл., Станично-Луганський р-н., с. Старий Айдар, вул. Кільцева, 12 | На честь Іверської ікони Божої Матері жіноча община — Детальніше |                                                                           |                                                                         |
| 4. |                                                                              | На честь стртп. кн. Ольги жіночий монастир — Детальніше          | cerkovnoe.church.ua [Архівовано 25 вересня 2015 у Wayback Machine.]       | 48°32′33″ пн. ш. 39°20′24″ сх. д. / 48.542407° пн. ш. 39.340085° сх. д. |
| 4. | м. Луганськ, вул. Краснодонська, 8а. Онкодиспансер                           | На честь стртп. кн. Ольги жіночий монастир — Детальніше          |                                                                           |                                                                         |
| 5. |                                                                              | Різдва Богородиці жіночий монастир — Детальніше                  | krasnuyderkul.blogspot.com [Архівовано 4 березня 2016 у Wayback Machine.] | 48°51′16″ пн. ш. 39°49′31″ сх. д. / 48.854570° пн. ш. 39.825273° сх. д. |
| 5. | Луганська обл., Станично-Луганський р-н., с. Красний Деркул                  | Різдва Богородиці жіночий монастир — Детальніше                  |                                                                           |                                                                         |

### Ровеньківська єпархія(1)
| 1. |                                                                      | Андріївський чоловічий монастир — Детальніше | andreevsky-mon.church.ua [Архівовано 30 березня 2019 у Wayback Machine.] | 48°20′23″ пн. ш. 39°25′18″ сх. д. / 48.339729° пн. ш. 39.421682° сх. д. |
| 1. | Луганська обл., Лутугинський р-н., с. Первозванівка, вул. Леніна, 33 | Андріївський чоловічий монастир — Детальніше |                                                                          |                                                                         |

### Сєверодонецька єпархія(3)
| 1. |                                                                         | Іллінський чоловічий монастир — Детальніше                                                        | varvarovka-mon.church.ua [Архівовано 12 квітня 2019 у Wayback Machine.]  | 49°04′20″ пн. ш. 38°24′38″ сх. д. / 49.072158° пн. ш. 38.410464° сх. д. |
| 1. | Луганська обл., Кремінський р-н., с. Варварівка, вул. Комсомольська, 39 | Іллінський чоловічий монастир — Детальніше                                                        |                                                                          |                                                                         |
| 2. |                                                                         | На честь ікони Божої Матері «Усіх скорботних Радість» Старобелський жіночий монастир — Детальніше | starobelsk-mon.church.ua [Архівовано 11 травня 2021 у Wayback Machine.]  | 49°16′36″ пн. ш. 38°53′58″ сх. д. / 49.276781° пн. ш. 38.899557° сх. д. |
| 2. | Луганська обл., м. Старобільськ, вул. Монастирська, 43                  | На честь ікони Божої Матері «Усіх скорботних Радість» Старобелський жіночий монастир — Детальніше |                                                                          |                                                                         |
| 3. |                                                                         | На честь прп. Сергія Радонезького чоловічий монастир — Детальніше                                 | kremennaya-mon.church.ua [Архівовано 14 березня 2022 у Wayback Machine.] | 49°02′10″ пн. ш. 38°13′07″ сх. д. / 49.035992° пн. ш. 38.218598° сх. д. |
| 3. | Луганська обл., м. Кремінна, вул. Декабристів, 1а                       | На честь прп. Сергія Радонезького чоловічий монастир — Детальніше                                 |                                                                          |                                                                         |

## Львівська область(2)

### Львівська єпархія
| 2. |                            | Преображенський жіночий монастир — Детальніше | lvov-mon.church.ua [Архівовано 16 березня 2022 у Wayback Machine.] | 49°50′01″ пн. ш. 24°02′24″ сх. д. / 49.833583° пн. ш. 24.040086° сх. д. |
| 2. | м. Львів, вул. Дороша, 6/1 | Преображенський жіночий монастир — Детальніше |                                                                    |                                                                         |

## Миколаївська область(2)

### Миколаївська єпархія(2)
| 1. |                                                      | Архангело-Михайлівський Пелагіївський жіночий монастир — Детальніше | pelageevka-mon.church.ua [Архівовано 14 квітня 2021 у Wayback Machine.]   | 47°43′50″ пн. ш. 32°21′12″ сх. д. / 47.730558° пн. ш. 32.353235° сх. д. |
| 1. | Миколаївська обл., Новобузький р-н., с. Пелагіївка   | Архангело-Михайлівський Пелагіївський жіночий монастир — Детальніше |                                                                           |                                                                         |
| 2. |                                                      | Константино-Єленинський чоловічий монастир — Детальніше             | konstantinov-mon.church.ua [Архівовано 15 квітня 2021 у Wayback Machine.] | 46°59′17″ пн. ш. 32°18′46″ сх. д. / 46.988011° пн. ш. 32.312787° сх. д. |
| 2. | Миколаївська обл., Вітовський р-н., с. Костянтинівка | Константино-Єленинський чоловічий монастир — Детальніше             |                                                                           |                                                                         |

## Одеська область(18)

### Балтська єпархія(2)
| 1. |                                                                | На честь ікони Божої Матері «Усіх скорботних радість» жіночий монастир — Детальніше | vsehskorbradoste.church.ua [Архівовано 14 березня 2022 у Wayback Machine.] | 46°53′45″ пн. ш. 30°25′44″ сх. д. / 46.895792° пн. ш. 30.428945° сх. д. |
| 1. | Одеська обл., Березівський р-н., с. Білка, вул. Стрекалова, 70 | На честь ікони Божої Матері «Усіх скорботних радість» жіночий монастир — Детальніше |                                                                            |                                                                         |
| 2. |                                                                | Свято-Покровський Балтсько-Феодосіївський чоловічий монастир — Детальніше           | monastir-balta.church.ua [Архівовано 16 березня 2022 у Wayback Machine.]   | 47°55′37″ пн. ш. 29°37′34″ сх. д. / 47.926917° пн. ш. 29.626078° сх. д. |
| 2. | Одеська обл., Подільський р-н., м. Балта, вул. Уварова, 106    | Свято-Покровський Балтсько-Феодосіївський чоловічий монастир — Детальніше           |                                                                            |                                                                         |

### Одеська єпархія(16)
| 1.  |                                                                   | Архангело-Михайлівський жіночий монастир — Детальніше                 | mihalovskiy.church.ua [Архівовано 15 березня 2022 у Wayback Machine.]      | 46°28′30″ пн. ш. 30°45′07″ сх. д. / 46.474864° пн. ш. 30.752049° сх. д.             |
| 1.  | м. Одеса, вул. Успенська, 4б                                      | Архангело-Михайлівський жіночий монастир — Детальніше                 |                                                                            |                                                                                     |
| 2.  |                                                                   | Вознесенський жіночий скит — Детальніше                               | voznesenskiy-mon.church.ua [Архівовано 12 березня 2022 у Wayback Machine.] | 46°29′51″ пн. ш. 30°42′21″ сх. д. / 46.497421° пн. ш. 30.705795° сх. д.             |
| 2.  | м. Одеса, вул. Ширшова, 20                                        | Вознесенський жіночий скит — Детальніше                               |                                                                            |                                                                                     |
| 3.  |                                                                   | Воскресенський Теплодарський жіночий монастир — Детальніше            | teplodar-mon.church.ua                                                     | 46°30′24″ пн. ш. 30°19′30″ сх. д. / 46.506548° пн. ш. 30.324912° сх. д.             |
| 3.  | Одеська обл., смт. Теплодар, вул. Енергетиків, 38                 | Воскресенський Теплодарський жіночий монастир — Детальніше            |                                                                            |                                                                                     |
| 4.  |                                                                   | Іллінський чоловічий монастир — Детальніше                            | iliya-monastery.org [Архівовано 7 жовтня 2017 у Wayback Machine.]          | 46°28′13″ пн. ш. 30°44′28″ сх. д. / 46.470343° пн. ш. 30.741020° сх. д.             |
| 4.  | м. Одеса, вул. Пушкінська, 79                                     | Іллінський чоловічий монастир — Детальніше                            |                                                                            |                                                                                     |
| 5.  |                                                                   | Іоанно-Предтеченський чоловічий скит — Детальніше                     | lozove-mon.church.ua [Архівовано 12 березня 2022 у Wayback Machine.]       | 46°56′40″ пн. ш. 30°13′24″ сх. д. / 46.944444° пн. ш. 30.223333° сх. д. (приблизно) |
| 5.  | Одеська обл., Роздільнянський р-н., с. Лозове                     | Іоанно-Предтеченський чоловічий скит — Детальніше                     |                                                                            |                                                                                     |
| 6.  |                                                                   | Константино-Єленинський чоловічий монастир — Детальніше               | golos-obitely.prihod.ru [Архівовано 6 травня 2021 у Wayback Machine.]      | 45°20′23″ пн. ш. 28°50′22″ сх. д. / 45.339784° пн. ш. 28.839442° сх. д.             |
| 6.  | Одеська обл., м. Ізмаїл, вул. Папаніна, 42                        | Константино-Єленинський чоловічий монастир — Детальніше               |                                                                            |                                                                                     |
| 7.  |                                                                   | Миколаївський чоловічий монастир — Детальніше                         | nikizmail-mon.church.ua [Архівовано 15 березня 2022 у Wayback Machine.]    | 45°20′29″ пн. ш. 28°48′33″ сх. д. / 45.341313° пн. ш. 28.809097° сх. д.             |
| 7.  | Одеська обл., м. Ізмаїл, вул. Матроська, 23                       | Миколаївський чоловічий монастир — Детальніше                         |                                                                            |                                                                                     |
| 8.  |                                                                   | На честь Іверської ікони Божої Матері чоловічий монастир — Детальніше | iverskiy.od.ua [Архівовано 17 листопада 2015 у Wayback Machine.]           | 46°24′37″ пн. ш. 30°41′58″ сх. д. / 46.410241° пн. ш. 30.699455° сх. д.             |
| 8.  | м. Одеса, пр-т. Небесної Сотні, 10/10                             | На честь Іверської ікони Божої Матері чоловічий монастир — Детальніше |                                                                            |                                                                                     |
| 9.  |                                                                   | На честь ікони Божої Матері «Всецариця» чоловічий скит — Детальніше   | pantanasa-od-mon.church.ua [Архівовано 15 березня 2022 у Wayback Machine.] | 46°27′49″ пн. ш. 30°41′20″ сх. д. / 46.463498° пн. ш. 30.688827° сх. д.             |
| 9.  | м. Одеса, вул. Василя Стуса, 2Б/11                                | На честь ікони Божої Матері «Всецариця» чоловічий скит — Детальніше   |                                                                            |                                                                                     |
| 10. |                                                                   | Пантелеймонівський чоловічий монастир — Детальніше                    | panteleimon-od.church.ua [Архівовано 18 липня 2021 у Wayback Machine.]     | 46°28′11″ пн. ш. 30°44′23″ сх. д. / 46.469606° пн. ш. 30.739709° сх. д.             |
| 10. | м. Одеса, вул. Пантелеймонівська, 66                              | Пантелеймонівський чоловічий монастир — Детальніше                    |                                                                            |                                                                                     |
| 11. |                                                                   | Покровський чоловічий скит — Детальніше                               | marinovka-mon.church.ua [Архівовано 15 березня 2022 у Wayback Machine.]    | 46°45′02″ пн. ш. 30°31′54″ сх. д. / 46.750547° пн. ш. 30.531782° сх. д.             |
| 11. | Одеська обл., Біляєвський р-н., с. Маринівка                      | Покровський чоловічий скит — Детальніше                               |                                                                            |                                                                                     |
| 12. |                                                                   | Преображенський Борисівській жіночий монастир — Детальніше            | borisovka-mon.church.ua [Архівовано 25 вересня 2015 у Wayback Machine.]    | 45°45′15″ пн. ш. 29°37′06″ сх. д. / 45.754066° пн. ш. 29.618283° сх. д.             |
| 12. | Одеська обл., Татарбунарський р-н., с. Борисівка                  | Преображенський Борисівській жіночий монастир — Детальніше            |                                                                            |                                                                                     |
| 13. |                                                                   | Різдва Богородиці жіночий монастир — Детальніше                       | aleksandro-mon.church.ua [Архівовано 15 червня 2014 у Wayback Machine.]    | 45°55′41″ пн. ш. 28°55′46″ сх. д. / 45.928013° пн. ш. 28.929485° сх. д.             |
| 13. | Одеська обл., Болградський р-н., с. Олександрівка                 | Різдва Богородиці жіночий монастир — Детальніше                       |                                                                            |                                                                                     |
| 14. |                                                                   | Різдва Богородиці жіночий скит — Детальніше                           | baranovo-mon.church.ua [Архівовано 7 квітня 2016 у Wayback Machine.]       | 46°56′17″ пн. ш. 30°24′32″ сх. д. / 46.937942° пн. ш. 30.408932° сх. д.             |
| 14. | Одеська обл., Іванівський р-н., с. Бараново, вул. Кооперативна, 1 | Різдва Богородиці жіночий скит — Детальніше                           |                                                                            |                                                                                     |
| 15. |                                                                   | Різдва Христова чоловічий скит — Детальніше                           | male-mon.church.ua [Архівовано 2 березня 2021 у Wayback Machine.]          | 46°44′28″ пн. ш. 30°29′46″ сх. д. / 46.741050° пн. ш. 30.496121° сх. д.             |
| 15. | Одеська обл., Роздільнянський р-н., с. Мале                       | Різдва Христова чоловічий скит — Детальніше                           |                                                                            |                                                                                     |
| 16. |                                                                   | Успенський чоловічий монастир — Детальніше                            | uspen-odessa-mon.church.ua [Архівовано 23 вересня 2015 у Wayback Machine.] | 46°22′46″ пн. ш. 30°44′40″ сх. д. / 46.379309° пн. ш. 30.744448° сх. д.             |
| 16. | м. Одеса, пров. Монастирський, 6                                  | Успенський чоловічий монастир — Детальніше                            |                                                                            |                                                                                     |

## Полтавська область(5)

### Кременчуцька єпархія(2)
| 1. |                                                   | Антоніє-Феодосієвський Потоцький чоловічий монастир — Детальніше | pototsky-mon.church.ua [Архівовано 15 березня 2022 у Wayback Machine.]    | 49°07′23″ пн. ш. 33°36′11″ сх. д. / 49.123118° пн. ш. 33.603110° сх. д. |
| 1. | Полтавська обл., Кременчуцький р-н., с. Дмитрівка | Антоніє-Феодосієвський Потоцький чоловічий монастир — Детальніше |                                                                           |                                                                         |
| 2. |                                                   | Різдва Богородиці Козельщинський жіночий монастир — Детальніше   | kozelshchin-mon.church.ua [Архівовано 25 вересня 2015 у Wayback Machine.] | 49°12′55″ пн. ш. 33°51′09″ сх. д. / 49.215401° пн. ш. 33.852478° сх. д. |
| 2. | Полтавська обл., смт. Козельщина, вул. Леніна, 25 | Різдва Богородиці Козельщинський жіночий монастир — Детальніше   |                                                                           |                                                                         |

### Полтавська єпархія(3)
| 1. |                                                                           | Преображенський Мгарський чоловічий монастир — Детальніше   | mgarsky-monastery.org [Архівовано 13 березня 2022 у Wayback Machine.]      | 50°01′51″ пн. ш. 33°03′19″ сх. д. / 50.030842° пн. ш. 33.055305° сх. д. |
| 1. | Полтавська обл., Лубенський р-н., с. Мгар                                 | Преображенський Мгарський чоловічий монастир — Детальніше   |                                                                            |                                                                         |
| 2. |                                                                           | Троїцький Велико-Будищанський жіночий монастир — Детальніше | velikobud-mon.church.ua [Архівовано 15 березня 2022 у Wayback Machine.]    | 49°51′22″ пн. ш. 34°37′39″ сх. д. / 49.856247° пн. ш. 34.627508° сх. д. |
| 2. | Полтавська обл., Диканський р-н., с. Писарівщина, вул. Технікумівська, 28 | Троїцький Велико-Будищанський жіночий монастир — Детальніше |                                                                            |                                                                         |
| 3. |                                                                           | Хрестовоздвиженський жіночий монастир — Детальніше          | krestpoltava-mon.church.ua [Архівовано 25 вересня 2015 у Wayback Machine.] | 49°35′46″ пн. ш. 34°34′36″ сх. д. / 49.596192° пн. ш. 34.576569° сх. д. |
| 3. | м. Полтава, вул. Паїсія Величківського, 2в                                | Хрестовоздвиженський жіночий монастир — Детальніше          |                                                                            |                                                                         |

## Рівненська область(20)

### Московська єпархія(1)
| 1. |                                               | Троїцький Корецький ставропігійний (патріарший) жіночий монастир — Детальніше | koretz.cerkov.ru [Архівовано 16 січня 2021 у Wayback Machine.] | 50°37′09″ пн. ш. 27°09′55″ сх. д. / 50.619173° пн. ш. 27.165175° сх. д. |
| 1. | Рівненська обл., м. Корець, вул. Київська, 56 | Троїцький Корецький ставропігійний (патріарший) жіночий монастир — Детальніше |                                                                |                                                                         |

### Рівненська єпархія(14)
| 1.  |                                                                                              | Благовіщенський жіночий монастир — Детальніше                       | andrusiiv-mon.church.ua [Архівовано 15 березня 2022 у Wayback Machine.]  | 50°39′26″ пн. ш. 26°46′10″ сх. д. / 50.657200° пн. ш. 26.769507° сх. д. |
| 1.  | Рівненська обл., Гощанський р-н., с. Андрусіїв                                               | Благовіщенський жіночий монастир — Детальніше                       |                                                                          |                                                                         |
| 2.  |                                                                                              | Вознесенський жіночий скит — Детальніше                             | mlyniv-mon.church.ua [Архівовано 7 квітня 2016 у Wayback Machine.]       | 50°30′22″ пн. ш. 25°36′43″ сх. д. / 50.506219° пн. ш. 25.611939° сх. д. |
| 2.  | Рівненська обл., смт. Млинів, вул. Олексія Кірися, 17                                        | Вознесенський жіночий скит — Детальніше                             |                                                                          |                                                                         |
| 3.  |                                                                                              | Георгіївське жіноче подвір'я — Детальніше                           | rivne-mon.church.ua [Архівовано 15 березня 2022 у Wayback Machine.]      | 50°37′30″ пн. ш. 26°13′28″ сх. д. / 50.625137° пн. ш. 26.224567° сх. д. |
| 3.  | м. Рівне, вул. Соборна, 225а                                                                 | Георгіївське жіноче подвір'я — Детальніше                           |                                                                          |                                                                         |
| 4.  |                                                                                              | Миколаївський Городокський жіночий монастир — Детальніше            | gorodok-monastyr.org.ua [Архівовано 3 квітня 2013 у Wayback Machine.]    | 50°41′14″ пн. ш. 26°10′26″ сх. д. / 50.687223° пн. ш. 26.174003° сх. д. |
| 4.  | Рівненська обл., Рівненський р-н., с. Городок, вул. Монастирська, 1                          | Миколаївський Городокський жіночий монастир — Детальніше            |                                                                          |                                                                         |
| 5.  |                                                                                              | На честь вмц. Варвари чоловічий скит — Детальніше                   | old-korets-mon.church.ua [Архівовано 15 березня 2022 у Wayback Machine.] | 50°35′49″ пн. ш. 27°11′03″ сх. д. / 50.597007° пн. ш. 27.184266° сх. д. |
| 5.  | Рівненська обл., Корецький р-н., с. Старий Корець                                            | На честь вмц. Варвари чоловічий скит — Детальніше                   |                                                                          |                                                                         |
| 6.  |                                                                                              | На честь Жон-мироносиць жіночий скит — Детальніше                   | symoniv-mon.church.ua [Архівовано 15 березня 2022 у Wayback Machine.]    | 50°34′17″ пн. ш. 26°39′45″ сх. д. / 50.571511° пн. ш. 26.662559° сх. д. |
| 6.  | Рівненська обл., Гощанський р-н., с. Симонів                                                 | На честь Жон-мироносиць жіночий скит — Детальніше                   |                                                                          |                                                                         |
| 7.  |                                                                                              | На честь Іверської ікони Божої Матері жіночий монастир — Детальніше | golubi-mon.church.ua [Архівовано 23 вересня 2015 у Wayback Machine.]     | 50°11′02″ пн. ш. 25°46′25″ сх. д. / 50.183759° пн. ш. 25.773645° сх. д. |
| 7.  | Рівненська обл., Дубенський р-н., с. Голуби, вул. І. Франка, 2                               | На честь Іверської ікони Божої Матері жіночий монастир — Детальніше |                                                                          |                                                                         |
| 8.  |                                                                                              | На честь прав. Анни жіночий скит — Детальніше                       | onyshkivtsi-mon.church.ua [Архівовано 4 березня 2016 у Wayback Machine.] | 50°10′49″ пн. ш. 25°35′43″ сх. д. / 50.180300° пн. ш. 25.595149° сх. д. |
| 8.  | Рівненська обл., Дубенський р-н., с. Онишківці                                               | На честь прав. Анни жіночий скит — Детальніше                       |                                                                          |                                                                         |
| 9.  |                                                                                              | На честь Собору дванадцяти апостолів жіночий скит — Детальніше      | rogachiv-mon.church.ua [Архівовано 15 березня 2022 у Wayback Machine.]   | 50°41′58″ пн. ш. 26°07′55″ сх. д. / 50.699451° пн. ш. 26.131934° сх. д. |
| 9.  | Рівненська обл., Рівненський р-н., с. Рогачів, вул. Миру, 12а                                | На честь Собору дванадцяти апостолів жіночий скит — Детальніше      |                                                                          |                                                                         |
| 10. |                                                                                              | Покровський Гощанський жіночий монастир — Детальніше                | goshcha-mon.church.ua [Архівовано 17 вересня 2015 у Wayback Machine.]    | 50°35′51″ пн. ш. 26°40′15″ сх. д. / 50.597595° пн. ш. 26.670740° сх. д. |
| 10. | Рівненська обл., смт. Гоща, вул. Шевченка, 3                                                 | Покровський Гощанський жіночий монастир — Детальніше                |                                                                          |                                                                         |
| 11. |                                                                                              | Різдва Богородиці Білівський жіночий монастир — Детальніше          | belevsky-mon.church.ua [Архівовано 25 вересня 2015 у Wayback Machine.]   | 50°41′00″ пн. ш. 26°01′37″ сх. д. / 50.683374° пн. ш. 26.026934° сх. д. |
| 11. | Рівненська обл., Рівненський р-н., с. Білівські Хутори, п/в Бронники, вул. Монастирська, 29а | Різдва Богородиці Білівський жіночий монастир — Детальніше          |                                                                          |                                                                         |
| 12. |                                                                                              | Троїцький Дерманський жіночий монастир — Детальніше                 | dermansky-mon.church.ua [Архівовано 25 вересня 2015 у Wayback Machine.]  | 50°22′03″ пн. ш. 26°14′15″ сх. д. / 50.367469° пн. ш. 26.237388° сх. д. |
| 12. | Рівненська обл., Здолбунівський р-н., с. Дермань-2, вул. Феодорова, 2                        | Троїцький Дерманський жіночий монастир — Детальніше                 |                                                                          |                                                                         |
| 13. |                                                                                              | Троїцький Межиріцький чоловічий монастир — Детальніше               | mezhyrich-mon.com.ua [Архівовано 20 травня 2013 у Wayback Machine.]      | 50°18′25″ пн. ш. 26°29′21″ сх. д. / 50.306963° пн. ш. 26.489277° сх. д. |
| 13. | Рівненська обл., Острозький р-н., с. Межиріч, вул. Містечко, 43                              | Троїцький Межиріцький чоловічий монастир — Детальніше               |                                                                          |                                                                         |
| 14. |                                                                                              | Успенський чоловічий монастир — Детальніше                          | lipsky-mon.church.ua [Архівовано 23 вересня 2015 у Wayback Machine.]     | 50°40′09″ пн. ш. 26°46′05″ сх. д. / 50.669101° пн. ш. 26.767977° сх. д. |
| 14. | Рівненська обл., Гощанський р-н., с. Липки, пров. Монастирський, 1                           | Успенський чоловічий монастир — Детальніше                          |                                                                          |                                                                         |

### Сарненська єпархія(5)
| 1. |                                                                                         | На честь Волинської ікони Божої Матері жіночий монастир — Детальніше                         | volynicon-mon.church.ua [Архівовано 16 березня 2022 у Wayback Machine.]    | 51°48′54″ пн. ш. 26°13′50″ сх. д. / 51.815027° пн. ш. 26.230680° сх. д.             |
| 1. | Рівненська обл., Зарічненський р-н., с. Серники                                         | На честь Волинської ікони Божої Матері жіночий монастир — Детальніше                         |                                                                            |                                                                                     |
| 2. |                                                                                         | На честь Іверської ікони Божої Матері жіночий монастир — Детальніше                          | glinnoe-mon.church.ua [Архівовано 17 березня 2022 у Wayback Machine.]      | 51°33′10″ пн. ш. 27°22′40″ сх. д. / 51.552838° пн. ш. 27.377902° сх. д.             |
| 2. | Рівненська обл., Рокитнівський р-н., с. Глинне, ур. Юзефін                              | На честь Іверської ікони Божої Матері жіночий монастир — Детальніше                          |                                                                            |                                                                                     |
| 3. |                                                                                         | На честь ікони Божої Матері «Живоносне Джерело» Федоринський чоловічий монастир — Детальніше | masevichi-mon.church.ua [Архівовано 16 березня 2022 у Wayback Machine.]    | 51°14′08″ пн. ш. 27°13′23″ сх. д. / 51.235556° пн. ш. 27.223056° сх. д. (приблизно) |
| 3. | Рівненська обл., Рокитнівський р-н., с. Масевичі (урочище «Федорине»), вул. Поліська, 8 | На честь ікони Божої Матері «Живоносне Джерело» Федоринський чоловічий монастир — Детальніше |                                                                            |                                                                                     |
| 4. |                                                                                         | Покровський чоловічий монастир — Детальніше                                                  | hotyn-mon.church.ua [Архівовано 25 вересня 2015 у Wayback Machine.]        | 50°56′50″ пн. ш. 26°51′31″ сх. д. / 50.947162° пн. ш. 26.858508° сх. д.             |
| 4. | Рівненська обл., Березнівський р-н., с. Хотинь                                          | Покровський чоловічий монастир — Детальніше                                                  |                                                                            |                                                                                     |
| 5. |                                                                                         | Покровський чоловічий монастир — Детальніше                                                  | tseptsevichi-mon.church.ua [Архівовано 25 вересня 2015 у Wayback Machine.] | 51°22′51″ пн. ш. 26°22′58″ сх. д. / 51.380882° пн. ш. 26.382723° сх. д.             |
| 5. | Рівненська обл., Володимирецький р-н., с. Великі Цепцевичі, вул. Вишнева, 20            | Покровський чоловічий монастир — Детальніше                                                  |                                                                            |                                                                                     |

## Сумська область(6)

### Київська єпархія(1)
| 1. |                                             | Різдва Богородиці (Глинська пустинь) ставропігійний чоловічий монастир — Детальніше | glynskaya-pustyn.church.ua [Архівовано 8 травня 2021 у Wayback Machine.] | 51°36′06″ пн. ш. 34°04′48″ сх. д. / 51.601650° пн. ш. 34.080015° сх. д. |
| 1. | Сумська обл., Глухівський р-н., с. Соснівка | Різдва Богородиці (Глинська пустинь) ставропігійний чоловічий монастир — Детальніше |                                                                          |                                                                         |

### Конотопська єпархія(4)
| 1. |                                                                      | Миколаївське жіноче подвір'я — Детальніше                                | putyvl-mon.church.ua [Архівовано 4 березня 2016 у Wayback Machine.]        | 51°20′06″ пн. ш. 33°51′31″ сх. д. / 51.335004° пн. ш. 33.858640° сх. д. |
| 1. | Сумська обл., Путивльський р-н., м. Путивль, вул. Першотравнева, 102 | Миколаївське жіноче подвір'я — Детальніше                                |                                                                            |                                                                         |
| 2. |                                                                      | На честь сщмч. Харлампія жіночий монастир — Детальніше                   | hamaliyivka-mon.church.ua [Архівовано 7 квітня 2016 у Wayback Machine.]    | 51°50′32″ пн. ш. 33°34′40″ сх. д. / 51.842268° пн. ш. 33.577862° сх. д. |
| 2. | Сумська обл., Шосткинський р-н., с. Гамаліївка                       | На честь сщмч. Харлампія жіночий монастир — Детальніше                   |                                                                            |                                                                         |
| 3. |                                                                      | Різдва Богородиці Молченський Печерський жіночий монастир — Детальніше   | molchensky-monastyr.org.ua [Архівовано 23 вересня 2015 у Wayback Machine.] | 51°19′37″ пн. ш. 33°52′29″ сх. д. / 51.327071° пн. ш. 33.874594° сх. д. |
| 3. | Сумська обл., м. Путивль, вул. Сеймівська, 1/1                       | Різдва Богородиці Молченський Печерський жіночий монастир — Детальніше   |                                                                            |                                                                         |
| 4. |                                                                      | Різдва Богородиці Софронієво-Молченський чоловічий монастир — Детальніше | sofronieva-mon.church.ua [Архівовано 23 вересня 2015 у Wayback Machine.]   | 51°20′32″ пн. ш. 34°09′13″ сх. д. / 51.342252° пн. ш. 34.153689° сх. д. |
| 4. | Сумська обл., Путивльський р-н., с. Нова Слобода                     | Різдва Богородиці Софронієво-Молченський чоловічий монастир — Детальніше |                                                                            |                                                                         |

### Сумська єпархія(1)
| 1. |                                                                    | Охтирський Свято-Троїцький монастир — Детальніше | ahtyr.org [Архівовано 15 березня 2022 у Wayback Machine.] | 50°18′46″ пн. ш. 34°50′10″ сх. д. / 50.312734° пн. ш. 34.836037° сх. д. |
| 1. | Сумська обл., Охтирський р-н., с. Чернеччина, вул. Монастирська, 1 | Охтирський Свято-Троїцький монастир — Детальніше |                                                           |                                                                         |

- Боголюбський чоловічий монастир

## Тернопільська область(4)

### Київська єпархія(1)
| 1. |                                                                        | Почаївська Успенська Лавра — Детальніше | pochaev.org.ua [Архівовано 22 квітня 2021 у Wayback Machine.] | 50°00′18″ пн. ш. 25°30′32″ сх. д. / 50.004874° пн. ш. 25.508864° сх. д. |
| 1. | Тернопільська обл., Кременецький р-н., м. Почаїв, вул. Возз'єднання, 8 | Почаївська Успенська Лавра — Детальніше |                                                               |                                                                         |

### Тернопільська єпархія(3)
| 1. |                                                                   | Богоявленський Кременецький жіночий монастир — Детальніше                   | kremenets-mon.church.ua [Архівовано 23 вересня 2015 у Wayback Machine.]   | 50°06′10″ пн. ш. 25°43′41″ сх. д. / 50.102697° пн. ш. 25.728092° сх. д. |
| 1. | Тернопільська обл., м. Кременець, вул. Дубенська, 2               | Богоявленський Кременецький жіночий монастир — Детальніше                   |                                                                           |                                                                         |
| 2. |                                                                   | На честь свт. Іоанна Милостивого Загаєцький чоловічий монастир — Детальніше | zagaetsky-mon.church.ua [Архівовано 16 березня 2022 у Wayback Machine.]   | 50°00′35″ пн. ш. 26°02′08″ сх. д. / 50.009782° пн. ш. 26.035450° сх. д. |
| 2. | Тернопільська обл., Шумський р-н., с. Малі Загайці                | На честь свт. Іоанна Милостивого Загаєцький чоловічий монастир — Детальніше |                                                                           |                                                                         |
| 3. |                                                                   | Свято-Духівський Почаївський чоловічий монастир — Детальніше                | sv-duhovsky-mon.church.ua [Архівовано 23 вересня 2015 у Wayback Machine.] | 49°59′45″ пн. ш. 25°32′44″ сх. д. / 49.995719° пн. ш. 25.545643° сх. д. |
| 3. | Тернопільська обл., Кременецький р-н., м. Почаїв, вул. Липова, 51 | Свято-Духівський Почаївський чоловічий монастир — Детальніше                |                                                                           |                                                                         |

## Харківська область(5)

### Ізюмська єпархія(3)
| 1. |                                                                     | Борисо-Глібський жіночий монастир — Детальніше                         | borisogleb-mon.church.ua [Архівовано 23 вересня 2015 у Wayback Machine.] | 49°47′24″ пн. ш. 36°21′00″ сх. д. / 49.789922° пн. ш. 36.349876° сх. д. |
| 1. | Харківська обл., Зміївський р-н., с. Водяне, в'їзд Монастирський, 1 | Борисо-Глібський жіночий монастир — Детальніше                         |                                                                          |                                                                         |
| 2. |                                                                     | На честь Піщанської ікони Божої Матері чоловічий монастир — Детальніше | izyum-mon.church.ua [Архівовано 12 червня 2021 у Wayback Machine.]       | 49°13′12″ пн. ш. 37°15′47″ сх. д. / 49.220009° пн. ш. 37.263177° сх. д. |
| 2. | Харківська обл., м. Ізюм                                            | На честь Піщанської ікони Божої Матері чоловічий монастир — Детальніше |                                                                          |                                                                         |
| 3. |                                                                     | На честь різдва Іоанна Предтечі чоловічий скит — Детальніше            | ivanovka-mon.church.ua [Архівовано 15 квітня 2021 у Wayback Machine.]    | 49°16′37″ пн. ш. 37°05′52″ сх. д. / 49.276855° пн. ш. 37.097819° сх. д. |
| 3. | Харківська обл., Ізюмський р-н., с. Іванівка                        | На честь різдва Іоанна Предтечі чоловічий скит — Детальніше            |                                                                          |                                                                         |

### Харківська єпархія(2)
| 1. |                                                      | Архангело-Михайлівський жіночий монастир — Детальніше | obitel-angela.narod.ru [Архівовано 11 січня 2022 у Wayback Machine.]    | 48°53′59″ пн. ш. 36°18′37″ сх. д. / 48.899753° пн. ш. 36.310261° сх. д. |
| 1. | Харківська обл., м. Лозова, вул. Станіславського, 18 | Архангело-Михайлівський жіночий монастир — Детальніше |                                                                         |                                                                         |
| 2. |                                                      | Покровський чоловічий монастир — Детальніше           | pokrovsky-monastyr.kh.ua [Архівовано 20 травня 2016 у Wayback Machine.] | 49°59′31″ пн. ш. 36°13′48″ сх. д. / 49.992006° пн. ш. 36.229987° сх. д. |
| 2. | м. Харків, вул. Університетська, 8/10                | Покровський чоловічий монастир — Детальніше           |                                                                         |                                                                         |

## Херсонська область(5)

### Новокаховська єпархія(2)
| 1. |                                                                           | Григоріївський Бізюків чоловічий монастир — Детальніше                | bizukov.org.ua                                                        | 46°57′17″ пн. ш. 33°36′23″ сх. д. / 46.954689° пн. ш. 33.606301° сх. д. |
| 1. | Херсонська обл., Бериславський р-н., с. Червоний Маяк, вул. Центральна, 3 | Григоріївський Бізюків чоловічий монастир — Детальніше                |                                                                       |                                                                         |
| 2. |                                                                           | На честь Корсунської ікони Божої Матері жіночий монастир — Детальніше | korsunska-mon.church.ua [Архівовано 2 квітня 2019 у Wayback Machine.] | 46°45′46″ пн. ш. 33°11′06″ сх. д. / 46.762878° пн. ш. 33.184882° сх. д. |
| 2. | Херсонська обл., м. Нова Каховка р-н., с. Корсунка, вул. Набережна, 50    | На честь Корсунської ікони Божої Матері жіночий монастир — Детальніше |                                                                       |                                                                         |

### Херсонська єпархія(3)
| 1. |                                                                              | Благовіщенський жіночий монастир — Детальніше | kherson-mon.church.ua [Архівовано 9 березня 2022 у Wayback Machine.]   | 46°37′25″ пн. ш. 32°28′30″ сх. д. / 46.623489° пн. ш. 32.475123° сх. д. |
| 1. | Херсонська обл., Білозерський р-н., с. Приозерне, вул. Заозерна, 1           | Благовіщенський жіночий монастир — Детальніше |                                                                        |                                                                         |
| 2. |                                                                              | Миколаївський жіночий скит — Детальніше       | radhospne-mon.church.ua [Архівовано 10 квітня 2019 у Wayback Machine.] | 46°14′20″ пн. ш. 33°08′40″ сх. д. / 46.239008° пн. ш. 33.144343° сх. д. |
| 2. | Херсонська обл., Скадовський р-н., с. Благодатне                             | Миколаївський жіночий скит — Детальніше       |                                                                        |                                                                         |
| 3. |                                                                              | Покровський чоловічий монастир — Детальніше   | pokrov.ks.ua [Архівовано 21 листопада 2019 у Wayback Machine.]         | 46°45′01″ пн. ш. 32°33′56″ сх. д. / 46.750251° пн. ш. 32.565554° сх. д. |
| 3. | Херсонська обл., Білозерський р-н., с. Музиківка, вул. 40 років Перемоги, 16 | Покровський чоловічий монастир — Детальніше   |                                                                        |                                                                         |

## Хмельницька область(9)

### Кам'янець-Подільська єпархія(1)
| 1. |                                                  | Троїцький жіночий монастир — Детальніше | satanov-mon.church.ua [Архівовано 17 березня 2022 у Wayback Machine.] | 49°14′28″ пн. ш. 26°13′25″ сх. д. / 49.241171° пн. ш. 26.223649° сх. д. |
| 1. | Хмельницька обл., Городоцький р-н., смт. Сатанів | Троїцький жіночий монастир — Детальніше |                                                                       |                                                                         |

### Хмельницька єпархія(5)
| 1. |                                                                            | Архангело-Михайлівський жіночий скит — Детальніше                             | markivtsi-mon.church.ua [Архівовано 17 березня 2022 у Wayback Machine.]    | 49°25′11″ пн. ш. 27°30′52″ сх. д. / 49.419660° пн. ш. 27.514491° сх. д. |
| 1. | Хмельницька обл., Летичівський р-н., с. Марківці                           | Архангело-Михайлівський жіночий скит — Детальніше                             |                                                                            |                                                                         |
| 2. |                                                                            | Іоанно-Предтеченський чоловічий монастир — Детальніше                         | kalinovka-mon.church.ua [Архівовано 17 березня 2022 у Wayback Machine.]    | 49°31′46″ пн. ш. 26°55′42″ сх. д. / 49.529524° пн. ш. 26.928421° сх. д. |
| 2. | Хмельницька обл., Хмельницький р-н., с. Велика Калинівка, вул. Шевченка, 5 | Іоанно-Предтеченський чоловічий монастир — Детальніше                         |                                                                            |                                                                         |
| 3. |                                                                            | На честь ікони Божої Матері «Живоносне Джерело» жіночий монастир — Детальніше | zavaliyki-mon.church.ua [Архівовано 17 березня 2022 у Wayback Machine.]    | 49°27′46″ пн. ш. 26°20′45″ сх. д. / 49.462677° пн. ш. 26.345775° сх. д. |
| 3. | Хмельницька обл., Волочиський р-н., с. Завалійки, вул. Центральна, 86      | На честь ікони Божої Матері «Живоносне Джерело» жіночий монастир — Детальніше |                                                                            |                                                                         |
| 4. |                                                                            | Преображенський жіночий монастир — Детальніше                                 | golovchintsy-mon.church.ua [Архівовано 17 березня 2022 у Wayback Machine.] | 49°24′50″ пн. ш. 27°29′39″ сх. д. / 49.413922° пн. ш. 27.494087° сх. д. |
| 4. | Хмельницька обл., Летичівський р-н., с. Головчинці, вул. Шевченка, 144     | Преображенський жіночий монастир — Детальніше                                 |                                                                            |                                                                         |
| 5. |                                                                            | Хрестовоздвиженський чоловічий монастир — Детальніше                          | starokonst-mon.church.ua [Архівовано 17 березня 2022 у Wayback Machine.]   | 49°45′16″ пн. ш. 27°13′15″ сх. д. / 49.754355° пн. ш. 27.220836° сх. д. |
| 5. | Хмельницька обл., м. Старокостянтинів, вул. І. Федорова, 34                | Хрестовоздвиженський чоловічий монастир — Детальніше                          |                                                                            |                                                                         |

### Шепетівська єпархія(3)
| 1. |                                                                    | На честь благ. кн. Олександра Невського жіночий монастир — Детальніше | alex-nevsky-mon.church.ua [Архівовано 23 вересня 2015 у Wayback Machine.] | 50°11′14″ пн. ш. 27°38′19″ сх. д. / 50.187331° пн. ш. 27.638522° сх. д. |
| 1. | Хмельницька обл., Полонський р-н., с. Черніївка                    | На честь благ. кн. Олександра Невського жіночий монастир — Детальніше |                                                                           |                                                                         |
| 2. |                                                                    | На честь прав. Анни жіночий монастир — Детальніше                     | slavuta-mon.church.ua [Архівовано 17 березня 2022 у Wayback Machine.]     | 50°17′20″ пн. ш. 26°50′36″ сх. д. / 50.288812° пн. ш. 26.843375° сх. д. |
| 2. | Хмельницька обл., с. Славута, вул. Монастирська, 9                 | На честь прав. Анни жіночий монастир — Детальніше                     |                                                                           |                                                                         |
| 3. |                                                                    | Різдва Богородиці Городищенський чоловічий монастир — Детальніше      | gorodishche-mon.church.ua [Архівовано 17 березня 2022 у Wayback Machine.] | 50°07′24″ пн. ш. 27°04′11″ сх. д. / 50.123447° пн. ш. 27.069719° сх. д. |
| 3. | Хмельницька обл., Шепетівський р-н., с. Городище, вул. Шкільна, 23 | Різдва Богородиці Городищенський чоловічий монастир — Детальніше      |                                                                           |                                                                         |

## Черкаська область(11)

### Уманська єпархія(3)
| 1. |                                                                     | Георгіївський жіночий монастир — Детальніше                                        | georgmonastery.at.ua [Архівовано 12 серпня 2020 у Wayback Machine.] | 48°40′40″ пн. ш. 30°09′32″ сх. д. / 48.677842° пн. ш. 30.158832° сх. д. |
| 1. | Черкаська обл., Уманський р-н., с. Кочержинці, вул. Монастирська, 1 | Георгіївський жіночий монастир — Детальніше                                        |                                                                     |                                                                         |
| 2. |                                                                     | На честь ікони Божої Матері «Ігуменя Афонської Гори» жіночий монастир — Детальніше | rogi-mon.church.ua [Архівовано 17 березня 2022 у Wayback Machine.]  | 48°52′20″ пн. ш. 30°26′50″ сх. д. / 48.872194° пн. ш. 30.447190° сх. д. |
| 2. | Черкаська обл., Маньківський р-н., с. Роги                          | На честь ікони Божої Матері «Ігуменя Афонської Гори» жіночий монастир — Детальніше |                                                                     |                                                                         |
| 3. |                                                                     | Пантелеймонівський жіночий монастир — Детальніше                                   | oday-mon.church.ua [Архівовано 17 березня 2022 у Wayback Machine.]  | 49°06′23″ пн. ш. 30°16′13″ сх. д. / 49.106260° пн. ш. 30.270414° сх. д. |
| 3. | Черкаська обл., Жашківський р-н., с. Хижня                          | Пантелеймонівський жіночий монастир — Детальніше                                   |                                                                     |                                                                         |

### Черкаська єпархія(8)
| 1. |                                                                             | Миколаївський Лебединський жіночий монастир — Детальніше              | lebedin-mon.church.ua [Архівовано 17 березня 2022 у Wayback Machine.]      | 48°57′58″ пн. ш. 31°35′08″ сх. д. / 48.966112° пн. ш. 31.585575° сх. д.             |
| 1. | Черкаська обл., Шполянський р-н., с. Лебедин                                | Миколаївський Лебединський жіночий монастир — Детальніше              |                                                                            |                                                                                     |
| 2. |                                                                             | На честь прп. Олексія чоловіка Божого чоловічий монастир — Детальніше | pleskachevka-mon.church.ua [Архівовано 17 березня 2022 у Wayback Machine.] | 49°12′56″ пн. ш. 32°07′22″ сх. д. / 49.215691° пн. ш. 32.122650° сх. д. (приблизно) |
| 2. | Черкаська обл., Смілянський р-н., с. Плескачівка, вул. Островського, 120а   | На честь прп. Олексія чоловіка Божого чоловічий монастир — Детальніше |                                                                            |                                                                                     |
| 3. |                                                                             | Онуфріївський чоловічий монастир — Детальніше                         | jabotin-mon.church.ua [Архівовано 17 березня 2022 у Wayback Machine.]      | 49°13′25″ пн. ш. 32°13′08″ сх. д. / 49.223609° пн. ш. 32.218806° сх. д.             |
| 3. | Черкаська обл., Черкаський р-н., с. Чубівка                                 | Онуфріївський чоловічий монастир — Детальніше                         |                                                                            |                                                                                     |
| 4. |                                                                             | Покровський Красногірський жіночий монастир — Детальніше              | zolotonosha-mon.church.ua [Архівовано 17 березня 2022 у Wayback Machine.]  | 49°42′20″ пн. ш. 32°02′54″ сх. д. / 49.705526° пн. ш. 32.048347° сх. д.             |
| 4. | Черкаська обл., Золотоніський р-н., с. Бакаївка                             | Покровський Красногірський жіночий монастир — Детальніше              |                                                                            |                                                                                     |
| 5. |                                                                             | Преображенський жіночий монастир — Детальніше                         | steblev-mon.church.ua [Архівовано 17 березня 2022 у Wayback Machine.]      | 49°23′49″ пн. ш. 31°06′09″ сх. д. / 49.396937° пн. ш. 31.102625° сх. д.             |
| 5. | Черкаська обл., Корсунь-Шевченківський р-н., с. Стеблів, вул. 8 Березня, 9а | Преображенський жіночий монастир — Детальніше                         |                                                                            |                                                                                     |
| 6. |                                                                             | Різдва Богородиці чоловічий монастир — Детальніше                     | cherkassy-mon.church.ua [Архівовано 23 вересня 2015 у Wayback Machine.]    | 49°25′17″ пн. ш. 32°05′27″ сх. д. / 49.421300° пн. ш. 32.090769° сх. д.             |
| 6. | м. Черкаси, вул. Благовісна, 374                                            | Різдва Богородиці чоловічий монастир — Детальніше                     |                                                                            |                                                                                     |
| 7. |                                                                             | Троїцький Матронинський жіночий монастир — Детальніше                 | matrona-mon.church.ua [Архівовано 17 березня 2022 у Wayback Machine.]      | 49°09′15″ пн. ш. 32°15′17″ сх. д. / 49.154129° пн. ш. 32.254849° сх. д.             |
| 7. | Черкаська обл., Чигиринський р-н., с. Мельники                              | Троїцький Матронинський жіночий монастир — Детальніше                 |                                                                            |                                                                                     |
| 8. |                                                                             | Троїцький Чигиринський жіночий монастир — Детальніше                  | chigirin-mon.church.ua [Архівовано 23 вересня 2015 у Wayback Machine.]     | 49°05′32″ пн. ш. 32°39′55″ сх. д. / 49.092358° пн. ш. 32.665231° сх. д.             |
| 8. | Черкаська обл., м. Чигирин, вул. Короленка, 47                              | Троїцький Чигиринський жіночий монастир — Детальніше                  |                                                                            |                                                                                     |

## Чернівецька область(15)

### Чернівецько-Буковинська єпархія(15)
| 1.  |                                                                                  | Введенський жіночий монастир — Детальніше                           | chernivtsi-mon.church.ua [Архівовано 4 березня 2016 у Wayback Machine.]   | 48°16′56″ пн. ш. 25°56′48″ сх. д. / 48.282123° пн. ш. 25.946663° сх. д. |
| 1.  | м. Чернівці, вул. Буковинська, 10                                                | Введенський жіночий монастир — Детальніше                           |                                                                           |                                                                         |
| 2.  |                                                                                  | Вознесенський Банченський чоловічий монастир — Детальніше           | bancheny-mon.church.ua [Архівовано 23 вересня 2015 у Wayback Machine.]    | 48°11′00″ пн. ш. 26°12′22″ сх. д. / 48.183273° пн. ш. 26.206228° сх. д. |
| 2.  | Чернівецька обл., Герцаївський р-н., с. Банчени                                  | Вознесенський Банченський чоловічий монастир — Детальніше           |                                                                           |                                                                         |
| 3.  |                                                                                  | Володимирський Колінківський чоловічий монастир — Детальніше        | kalinkov-mon.church.ua [Архівовано 16 березня 2022 у Wayback Machine.]    | 48°25′33″ пн. ш. 26°05′49″ сх. д. / 48.425746° пн. ш. 26.097081° сх. д. |
| 3.  | Чернівецька обл., Хотинський р-н., с. Колінківці, вул. Лісна, 208                | Володимирський Колінківський чоловічий монастир — Детальніше        |                                                                           |                                                                         |
| 4.  |                                                                                  | Іоанно-Богословський чоловічий монастир — Детальніше                | kreshchatik-mon.church.ua [Архівовано 17 березня 2022 у Wayback Machine.] | 48°38′16″ пн. ш. 25°45′02″ сх. д. / 48.637698° пн. ш. 25.750454° сх. д. |
| 4.  | Чернівецька обл., Заставнівський р-н., с. Хрещатик                               | Іоанно-Богословський чоловічий монастир — Детальніше                |                                                                           |                                                                         |
| 5.  |                                                                                  | Миколаївський Непоротовський чоловічий монастир — Детальніше        | galitsa-mon.church.ua [Архівовано 17 березня 2022 у Wayback Machine.]     | 48°35′41″ пн. ш. 27°19′20″ сх. д. / 48.594791° пн. ш. 27.322269° сх. д. |
| 5.  | Чернівецька обл., Сокирянський р-н., с. Непоротово (хутір Галиця), вул. Перемоги | Миколаївський Непоротовський чоловічий монастир — Детальніше        |                                                                           |                                                                         |
| 6.  |                                                                                  | На честь Боянської ікони Божої Матері жіночий монастир — Детальніше | bayany-mon.church.ua [Архівовано 23 вересня 2015 у Wayback Machine.]      | 48°16′12″ пн. ш. 26°07′44″ сх. д. / 48.270088° пн. ш. 26.128988° сх. д. |
| 6.  | Чернівецька обл., Новоселицький р-н., с. Бояни, вул. Монастирська, 2             | На честь Боянської ікони Божої Матері жіночий монастир — Детальніше |                                                                           |                                                                         |
| 7.  |                                                                                  | На честь вмч. Іоана Сочавського жіночий монастир — Детальніше       | crasnamanastire.at.ua [Архівовано 4 березня 2016 у Wayback Machine.]      | 47°59′13″ пн. ш. 25°34′16″ сх. д. / 47.987053° пн. ш. 25.571088° сх. д. |
| 7.  | Чернівецька обл., Сторожинецький р-н., смт. Красноїльськ, ур. Слатіна            | На честь вмч. Іоана Сочавського жіночий монастир — Детальніше       |                                                                           |                                                                         |
| 8.  |                                                                                  | На честь Жон-мироносиць жіночий монастир — Детальніше               | leorda-mon.church.ua [Архівовано 14 квітня 2021 у Wayback Machine.]       | 48°05′43″ пн. ш. 25°42′08″ сх. д. / 48.095256° пн. ш. 25.702134° сх. д. |
| 8.  | Чернівецька обл., Сторожинецький р-н., с. Верхні Петрівці, хутір Леорда          | На честь Жон-мироносиць жіночий монастир — Детальніше               |                                                                           |                                                                         |
| 9.  |                                                                                  | На честь прав. Анни жіночий монастир — Детальніше                   | vashkovtsy-mon.church.ua [Архівовано 17 березня 2022 у Wayback Machine.]  | 48°21′37″ пн. ш. 25°30′13″ сх. д. / 48.360293° пн. ш. 25.503559° сх. д. |
| 9.  | Чернівецька обл., Вижницький р-н., м. Вашківці, вул. Монастирська, 1             | На честь прав. Анни жіночий монастир — Детальніше                   |                                                                           |                                                                         |
| 10. |                                                                                  | На честь прп. Афанасія Афонського жіночий монастир — Детальніше     | afanasiy-mon.church.ua [Архівовано 25 вересня 2015 у Wayback Machine.]    | 48°19′14″ пн. ш. 26°33′07″ сх. д. / 48.320456° пн. ш. 26.551990° сх. д. |
| 10. | Чернівецька обл., Новоселицький р-н., с. Стальнівці                              | На честь прп. Афанасія Афонського жіночий монастир — Детальніше     |                                                                           |                                                                         |
| 11. |                                                                                  | Пантелеймонівське чоловіче подвір'я — Детальніше                    | p-chernivtsi-mon.church.ua [Архівовано 13 січня 2019 у Wayback Machine.]  | 48°16′25″ пн. ш. 25°56′37″ сх. д. / 48.273728° пн. ш. 25.943719° сх. д. |
| 11. | м. Чернівці, вул. Щербакова                                                      | Пантелеймонівське чоловіче подвір'я — Детальніше                    |                                                                           |                                                                         |
| 12. |                                                                                  | Покровський жіночий монастир — Детальніше                           | molodiya-mon.church.ua [Архівовано 21 квітня 2021 у Wayback Machine.]     | 48°12′04″ пн. ш. 26°01′26″ сх. д. / 48.201046° пн. ш. 26.023874° сх. д. |
| 12. | Чернівецька обл., Глибоцький р-н., с. Молодія, вул. Поповича, 50                 | Покровський жіночий монастир — Детальніше                           |                                                                           |                                                                         |
| 13. |                                                                                  | Різдва Богородиці «Гореча» чоловічий монастир — Детальніше          | chernovtsy-mon.church.ua [Архівовано 25 вересня 2015 у Wayback Machine.]  | 48°17′22″ пн. ш. 25°59′24″ сх. д. / 48.289580° пн. ш. 25.989993° сх. д. |
| 13. | м. Чернівці, вул. Троянівська, 1                                                 | Різдва Богородиці «Гореча» чоловічий монастир — Детальніше          |                                                                           |                                                                         |
| 14. |                                                                                  | Серафимівський чоловічий монастир — Детальніше                      | ispas-mon.church.ua [Архівовано 17 березня 2022 у Wayback Machine.]       | 48°16′16″ пн. ш. 25°17′32″ сх. д. / 48.271226° пн. ш. 25.292275° сх. д. |
| 14. | Чернівецька обл., Вижницький р-н., с. Іспас                                      | Серафимівський чоловічий монастир — Детальніше                      |                                                                           |                                                                         |
| 15. |                                                                                  | Успенський Кулівецький чоловічий монастир — Детальніше              | kulivets-mon.church.ua [Архівовано 17 березня 2022 у Wayback Machine.]    | 48°38′03″ пн. ш. 25°49′45″ сх. д. / 48.634251° пн. ш. 25.829230° сх. д. |
| 15. | Чернівецька обл., Заставнівський р-н., с. Кулівці, вул. Монастирська, 1          | Успенський Кулівецький чоловічий монастир — Детальніше              |                                                                           |                                                                         |

## Чернігівська область(12)

### Ніжинська єпархія(7)
| 1. |                                                                     | Благовіщенський чоловічий монастир — Детальніше                       | blagonezhin-mon.church.ua [Архівовано 23 вересня 2015 у Wayback Machine.] | 51°02′53″ пн. ш. 31°53′03″ сх. д. / 51.048109° пн. ш. 31.884154° сх. д. |
| 1. | Чернігівська обл., м. Ніжин, вул. Степана Яворського, 2             | Благовіщенський чоловічий монастир — Детальніше                       |                                                                           |                                                                         |
| 2. |                                                                     | Введенський жіночий монастир — Детальніше                             | nezhin-mon.church.ua [Архівовано 17 березня 2022 у Wayback Machine.]      | 51°02′47″ пн. ш. 31°52′10″ сх. д. / 51.046369° пн. ш. 31.869560° сх. д. |
| 2. | Чернігівська обл., м. Ніжин, вул. Овдіївська, 44а                   | Введенський жіночий монастир — Детальніше                             |                                                                           |                                                                         |
| 3. |                                                                     | Миколаївський Крупицький жіночий монастир — Детальніше                | baturin-mon.church.ua [Архівовано 25 вересня 2015 у Wayback Machine.]     | 51°23′55″ пн. ш. 32°47′52″ сх. д. / 51.398621° пн. ш. 32.797779° сх. д. |
| 3. | Чернігівська обл., Бахмацький р-н., с. Осіч                         | Миколаївський Крупицький жіночий монастир — Детальніше                |                                                                           |                                                                         |
| 4. |                                                                     | Миколаївський Пустинно-Рихлівський чоловічий монастир — Детальніше    | ryhly-mon.church.ua [Архівовано 17 березня 2022 у Wayback Machine.]       | 51°40′52″ пн. ш. 32°52′37″ сх. д. / 51.681197° пн. ш. 32.876816° сх. д. |
| 4. | Чернігівська обл., Коропський р-н., с. Рихли                        | Миколаївський Пустинно-Рихлівський чоловічий монастир — Детальніше    |                                                                           |                                                                         |
| 5. |                                                                     | На честь ікони Божої Матері «Цілителька» жіноче подвір'я — Детальніше | tsel-pryluky-mon.church.ua [Архівовано 5 лютого 2019 у Wayback Machine.]  | 50°35′52″ пн. ш. 32°21′12″ сх. д. / 50.597885° пн. ш. 32.353276° сх. д. |
| 5. | Чернігівська обл., м. Прилуки                                       | На честь ікони Божої Матері «Цілителька» жіноче подвір'я — Детальніше |                                                                           |                                                                         |
| 6. |                                                                     | Стрітенське жіноче подвір'я — Детальніше                              | str-pryluky-mon.church.ua [Архівовано 20 квітня 2021 у Wayback Machine.]  | 50°35′46″ пн. ш. 32°23′15″ сх. д. / 50.596004° пн. ш. 32.387558° сх. д. |
| 6. | Чернігівська обл., м. Прилуки, вул. Галаганівська, 39               | Стрітенське жіноче подвір'я — Детальніше                              |                                                                           |                                                                         |
| 7. |                                                                     | Троїцький Густинський жіночий монастир — Детальніше                   | gustyn-mon.church.ua [Архівовано 14 травня 2021 у Wayback Machine.]       | 50°38′11″ пн. ш. 32°28′21″ сх. д. / 50.636317° пн. ш. 32.472626° сх. д. |
| 7. | Чернігівська обл., Прилуцький р-н., с. Густиня, пров. Ярмарковий, 6 | Троїцький Густинський жіночий монастир — Детальніше                   |                                                                           |                                                                         |

### Чернігівська єпархія(5)
| 1. |                                                                     | Георгіївський Данівський жіночий монастир — Детальніше               | danevka-mon.church.ua [Архівовано 23 вересня 2015 у Wayback Machine.]     | 50°52′35″ пн. ш. 31°10′33″ сх. д. / 50.876498° пн. ш. 31.175968° сх. д. |
| 1. | Чернігівська обл., Козелецький р-н., с. Данівка                     | Георгіївський Данівський жіночий монастир — Детальніше               |                                                                           |                                                                         |
| 2. |                                                                     | На честь прп. Лаврентія Чернігівського жіночий монастир — Детальніше | veresoch-mon.church.ua [Архівовано 25 квітня 2019 у Wayback Machine.]     | 51°18′50″ пн. ш. 31°48′29″ сх. д. / 51.314006° пн. ш. 31.807983° сх. д. |
| 2. | Чернігівська обл., Куликівський р-н., с. Вересоч, вул. Ткачівка, 44 | На честь прп. Лаврентія Чернігівського жіночий монастир — Детальніше |                                                                           |                                                                         |
| 3. |                                                                     | Преображенський Новгород-Сіверський чоловічий монастир — Детальніше  | novgorod-sev-mon.church.ua [Архівовано 14 квітня 2021 у Wayback Machine.] | 52°00′31″ пн. ш. 33°16′56″ сх. д. / 52.008596° пн. ш. 33.282194° сх. д. |
| 3. | Чернігівська обл., м. Новгород-Сіверський, вул. Пушкіна, 1          | Преображенський Новгород-Сіверський чоловічий монастир — Детальніше  |                                                                           |                                                                         |
| 4. |                                                                     | Різдва Богородиці чоловічий монастир — Детальніше                    | domnitsa-mon.church.ua [Архівовано 23 квітня 2019 у Wayback Machine.]     | 51°29′12″ пн. ш. 31°47′16″ сх. д. / 51.486771° пн. ш. 31.787891° сх. д. |
| 4. | Чернігівська обл., Менський р-н., с. Домниця                        | Різдва Богородиці чоловічий монастир — Детальніше                    |                                                                           |                                                                         |
| 5. |                                                                     | Успенський Єлецький жіночий монастир — Детальніше                    | eleckymon.church.ua [Архівовано 7 квітня 2019 у Wayback Machine.]         | 51°29′11″ пн. ш. 31°17′40″ сх. д. / 51.486333° пн. ш. 31.294384° сх. д. |
| 5. | м. Чернігів, вул. Князя Чорного, 1                                  | Успенський Єлецький жіночий монастир — Детальніше                    |                                                                           |                                                                         |